# 機動戦士ガンダム 水星の魔女
『機動戦士ガンダム 水星の魔女』（きどうせんしガンダム すいせいのまじょ、英：Mobile Suit Gundam THE WITCH FROM MERCURY）は、サンライズ制作による日本のテレビアニメ。
「ガンダムシリーズ」に属するロボットアニメであり、『機動戦士ガンダム 鉄血のオルフェンズ』（第2期）以来5年ぶりとなるTBS系列毎日放送製作日曜午後5時枠（『日5』枠）の新作アニメとして、Season1が2022年10月2日から2023年1月8日まで、Season2が2023年4月9日から7月2日まで放送された。キャッチコピーは「その魔女は、ガンダムを駆る。」。

## 沿革
2021年9月15日にバンダイナムコグループの「ガンダムプロジェクト」が開催した「第2回ガンダムカンファレンス」にて、同プロジェクトの「作品軸」の一環として発表された。このなかでバンダイナムコグループはガンダムを世界最大級のIPに成長させるために、「G-PARTNER」と称される外部パートナーとも協力しつつ、全世界の10代を中心とした若年層ファン獲得を目標に大型展開を実施するとしている。
2022年3月29日には、ティザーPVやテレビシリーズ初となる女性主人公、主役機を含むモビルスーツの情報に加え、前日譚「PROLOGUE」を放送開始に先駆けて国内外で公開することが発表された。同年6月17日には、基本的な世界観とあらすじ、主要人物、メインスタッフ、「PROLOGUE」の初公開されるイベント概要などが発表された。エグゼクティブプロデューサーの小形尚弘はオンライン会見にて女性主人公や学園を舞台とするストーリーに言及しつつ、宇宙世紀に含まれない新しいガンダムであること、新規ファン増加を意識した作品作りをする旨を語っている。同年7月14日、「PROLOGUE」の初公開イベントとなった「GUNDAM NEXT FUTURE -LINK THE UNIVERSE-」にて主要キャスト2名と「PROLOGUE」の情報が公開された。

## 製作

### 企画経緯・スタッフィング
本作へとつながるガンダムの新作プロジェクトは2018年ごろに始動し、2020年初頭にバンダイナムコフィルムワークスの岡本拓也がプロデューサーに就任した時点より企画がスタートした。始動に際してはコンペティションが実施され、クリエイターチーム「モリオン航空」が提出した企画書が起点となった。
全体の方向性として、小形は「思い切った作品」にするようにオーダーをかけており、シリーズ50〜60周年を見据えて次世代の少年少女に向けた物語にすることが企画当初から決定された。また女性を主人公にする案は2020年から浮上し、小形からも作品として必然性があるならば問題ないと判断された。以上の点と、オリジナルながらもガンダム作品であることを押さえながら、発想力や想像力、社会を捉える目線をもった人物として、監督には『鉄血のオルフェンズ』時から岡本と面識がある小林寛が起用された。シリーズ構成には「コードギアスシリーズ」や『プリンセス・プリンシパル』などのオリジナル作品でキャラクターや世界観の作り込みの経験があり、女性主人公のガンダムという特殊な題材と設定を組み替えつつ疾走感のある脚本を書ける人物として大河内一楼に声がかけられた。このほか、作品にとって良い刺激を与える目的で、モリオン航空のモグモとHISADAKEがそれぞれキャラクターデザイン原案と設定協力として、JNTHEDが主役機のメカニカルデザインとしてシリーズに初参加している。さらに今までガンダムに触れてこなかった若い世代が抵抗なく作品に入ってこられるようにとの配慮から、主題歌担当のYOASOBIを始め、PARCOなど放送時点のカルチャーを担うグループや団体とのタイアップも行われる（後述）。

### ストーリー設定・作風
本作のストーリー設定はモリオン航空の企画案をベースに、岡本、小林、大河内、設定考証の白土晴一が具体的な内容を詰める方法で制作された。企画案は同人誌色が強かったため、タイトルワードやキャッチコピーはそのまま活用しつつ、小林が考えた「呪い」や「呪縛」というキーワードや、ウィリアム・シェイクスピア由来のモチーフが組み込まれた。『水星の魔女』というタイトルは最初から提案されたもので、HISADAKEは遠方から女の子がガンダムとやってくるイメージが先にあり、そこから既存の物語ではあまり開拓されてこなかった水星と、辺境の地で生まれ育った女の子より魔女が連想されたと語っている。また、魔女は異端かつ先進的な存在で、角の生えたシンボルを信仰していたことも踏まえて、ガンダムとの相性が悪くないと判断されてタイトル案となった。
実際の脚本書きでは、ターゲットを若者のみならずガンダム初心者に広く定め、『ガンダム』ではなく『水星の魔女』というシンプルに面白い番組を作るという視点で制作が進められた。当初、全体のストーリーは従来のシリーズを踏襲したハード路線で執筆されたが、第1話の脚本が完成した辺りの会議にて「物語を10代の若者たちがより身近に感じられる環境から始めたい」とのアイデアが生まれ、学園を舞台とした物語が新たに制作されるに至った。岡本はこのきっかけのひとつとして、制作以前に職場見学に来ていた中学生からの「ガンダムというだけで敷居が高く、自分たちに向けて作られた作品ではない」、「ガンダムだったら作品は見ない」とする意見を挙げており、物語のメインとなる若い世代の人間模様と大人たちのドラマを同時に描く二層構造にすることで、全年齢が楽しめるように意識したと語っている。大河内は、小林たちの提案を皮切りに、MSを決闘に使用する案やMSメーカーの息がかかった寮などのアイデアが若いスタッフたちから積極的に生まれる様子から、面白いガンダム作品が生まれる確信をもつ一方で、決闘制度というシリーズ初の試みに関しては、白土やSF考証の高島雄哉、メカニカルコーディネーターの関西リョウジらとリアリティを重視しながら戦闘描写を打ち合わせをしたと語っている。時間帯および内容の重さや死亡シーンを敬遠する視聴者がいることとを考慮して見やすさも意識されているが、岡本はガンダムである以上は転換点や不穏な話もあると述べており、実際に物語が進むにしたがって、シリーズ特有の戦いのなかで成長する少年少女の群像劇要素や、複雑な親子関係が描かれる。
また、物語では企業がひとつのファクターとなっており、それまでのシリーズではあまり見られなかった企業間競争が描かれる。これは今の時代を動かしているのが必ずしも国家ではないという世界の状況や、国家間の戦争が実感しにくい現状において、大人たちの対立関係を想起できる身近な世界として想起されたためである。そのため大河内は本作を学園ものであると同時に企業ものと称し、一方で主人公の周りが平和に見えるだけで、戦争が根絶された世界ではないと説明している
キャラクター設定は小林のイメージを起点にスタッフ間のやりとりをもって肉付けが行われ、MSも含めてドラマがばらばらにならないように配慮されている。テレビシリーズ初の女性主人公に関しては、作為的なものを入れたり、ジェンダーに配慮して描くことはせず、あくまでひとりのキャラクターとして話を描くことが意識されている。また、本作は未来を舞台としているため、多様性が当たり前になっている世界に多様なキャラクターが出てくるのは必然という理由から、小林の意向でさまざまなキャラクターが登場する。

#### 前日譚
「PROLOGUE」は、プロデュースサイドが本放送までに作品を知らない視聴者の興味を引きたいという考えをもち、本編を楽しみにしている従来のファンに向けて少しでも映像を届けたいとの観点から制作された。限定的な本編の情報しか出せない時期の発表だったこともあり、最終的には作中世界の構造や本編の起点となる物語が描かれた。このため作中に登場する企業やMS、各種設定は本作におけるガンダムを描くうえで重要な情報が含まれており、物語のテーマとも関連付けられている。

### デザイン
初参加となるデザイナーに関しては、コンセプトイラストの色使いや画面設計が既存のどのガンダム作品とも異なる切り口だったモグモや、良い意味で型にはまっていないガンダムをコンペティションで提出したJNTHEDなど、「新しいガンダム」というテーマに合致することが起用の基準となった。
登場人物が多いことからキャラクターデザインはモグモを含めた4人体制で実施されており、モグモが小林とのやり取りを通じて主要人物たちの原案を担当し、アニメーション用のメインキャラクターを田頭真理恵、サブキャラクターを戸井田珠里と高谷浩利がそれぞれ分担してデザインしている。モグモは特定のものを参考にしない一方で、特徴を立たせつつほどよいフェティシズムを入れるというバランスでデザインを落としこみ、自然な印象になるように意識したと語っている。また、シンプルさと分かりやすさも考慮され、パーツや線の数を極力抑えつつ、シルエットのみでもキャラクターが分かるような造形となっている。
メカニカルデザインは作中の勢力ごとにデザイナーが割り振られ、ガンダム・エアリアルを中心とする主役系MSをJNTHED、ジェターク社製を形部一平、ペイル社製を稲田航、グラスレー社製を海老川兼武、そのほかの勢力を柳瀬敬之と寺岡賢司が担当する。JNTHEDは、「背面から脇下に武器移動用のレールが装備されること」や「上半身が戦車の砲塔のように腰を基点として360度回転すること」にこだわってデザインを行ったことを明かしており、前者はガンダムF91に類似することからデザインのみが名残として残されたが、後者はほぼすべてのMSに採用された。また、JNTHEDは海老川たちとのやり取りを通じて、関節構造やガンビットの合体ギミック、さらに商品化を見越した設計などをデザインに落とし込んでいる。なお、JNTHEDは「ガンド（魔術）」と「アーム（兵器）」を組み合わせて「ガンダム (GUND-ARM)」にするなどの設定面でも提案を行っている。

### 作画
作画面では戦闘シーンの多くが手描きによって描写され、3DCGはコックピット周辺や戦艦、ガンビットの有機的な動きを表現する目的などで部分的に使用される。当初は『機動戦士ガンダム 閃光のハサウェイ』および『機動戦士ガンダム ククルス・ドアンの島』のように本格的な3DCG導入も検討されたが、サンライズの手描きロボットに精通したアニメーターの魅力を作品に融合させること、サンライズ以外で手描きのロボットアニメをやる会社がほとんどなく、その文化を絶やしたくないとする観点などから採用された。結果としてMSの作画に関わる情報量は増加しているが、小林による塗り分けの最少化やパーツの描きやすさなどを意識した機体デザインなどによって調整が行われている。
また本作では、アニメ作品では珍しいコンセプトアート担当としてフリーの映像クリエイターである林絢雯が参加しており、実写をイメージした画面構成のイラストをもとに美術が画面を作る手法が取られる。林の起用は、製作開始時点から色味や撮影処理までを見据えて最終画面を作りたいとする小林の意向によるものであり、カットを起こす際の色味や雰囲気の起点となっている。

### 音楽
本作の音楽は『機動戦士ガンダム Twilight AXIS』への参加経験もある大間々昂が担当する。収録には世界各国のアーティストが参加し、東京、ブダペスト、ウィーンなどで収録が行われた。
作曲にあたり、大間々は日常のシーン用の曲はキャラクターを際立たせるべく役者の演技を邪魔しない空気感を目指し、逆に戦闘シーン用の曲は攻めるような曲調となるように制作を行っている。また使用する楽器には、小林からの「土臭い音楽が欲しい」とする要望をもとに、人間らしさを表現する目的で民族楽器が取り入れられている。さらに異端者やマイノリティー側の人物が抑圧された自分をさらけ出すような声が欲しいとする要望をもとにして、大切なシーンで使用される楽曲にはイタリア人歌手のClara Soraceによるボーカルを入れるなどの工夫が凝らされている。

### キャスティング・演技
主要キャストはテープオーディションとスタジオオーディションで選考が行われた。
主人公のスレッタ・マーキュリー役には市ノ瀬加那が、スレッタの相棒となるミオリネ・レンブラン役にはLynnがそれぞれ起用された。物語内で描かれる戦闘は、生死によらない決闘であり、収録においてもシリアス具合を減らしてほしいという指示があったことを市ノ瀬とLynnが対談で明かしている。

## 反響
本作は女性主人公や学園を舞台とする点などから、放送前より注目を集めた。放送開始後は主人公が花婿として迎えられる展開がSNS上で話題を呼び、放送のたびに「ダブスタクソ親父」、「ロミジュリ」といった劇中の台詞や単語がTwitterのトレンドに上がるなどした。このため『月刊ニュータイプ』（KADOKAWA）が行っている集計では、本放送期間中のツイート数が同時期放送のテレビアニメ作品のなかで1位を記録している。
Season1放送開始後は、本編との繋がりが曖昧なかたちで描かれた「PROLOGUE」と本編の登場人物たちが同一人物なのか、主人公の親子関係が本当のものなのかといったストーリー面での疑問が、ミステリの要素として視聴者の注目を集めた。また小形は国外からも反響があるとインタビュー内で語っており、ニューヨークのアニメイベントにて『こういう作品を待ち望んでいた』というリアクションや『ダイバーシティーな作品だ』という声があったと語っている。このほか、第10話で描かれた地球の風景が兵庫県加古川市の浜の宮駅や市民プールなどに酷似し、登場したマスコットが同市のご当地グルメ・かつめしのマスコットキャラクターを連想させるとしてSNS上で話題となり、同市の岡田康裕市長もFacebookなどで言及している。

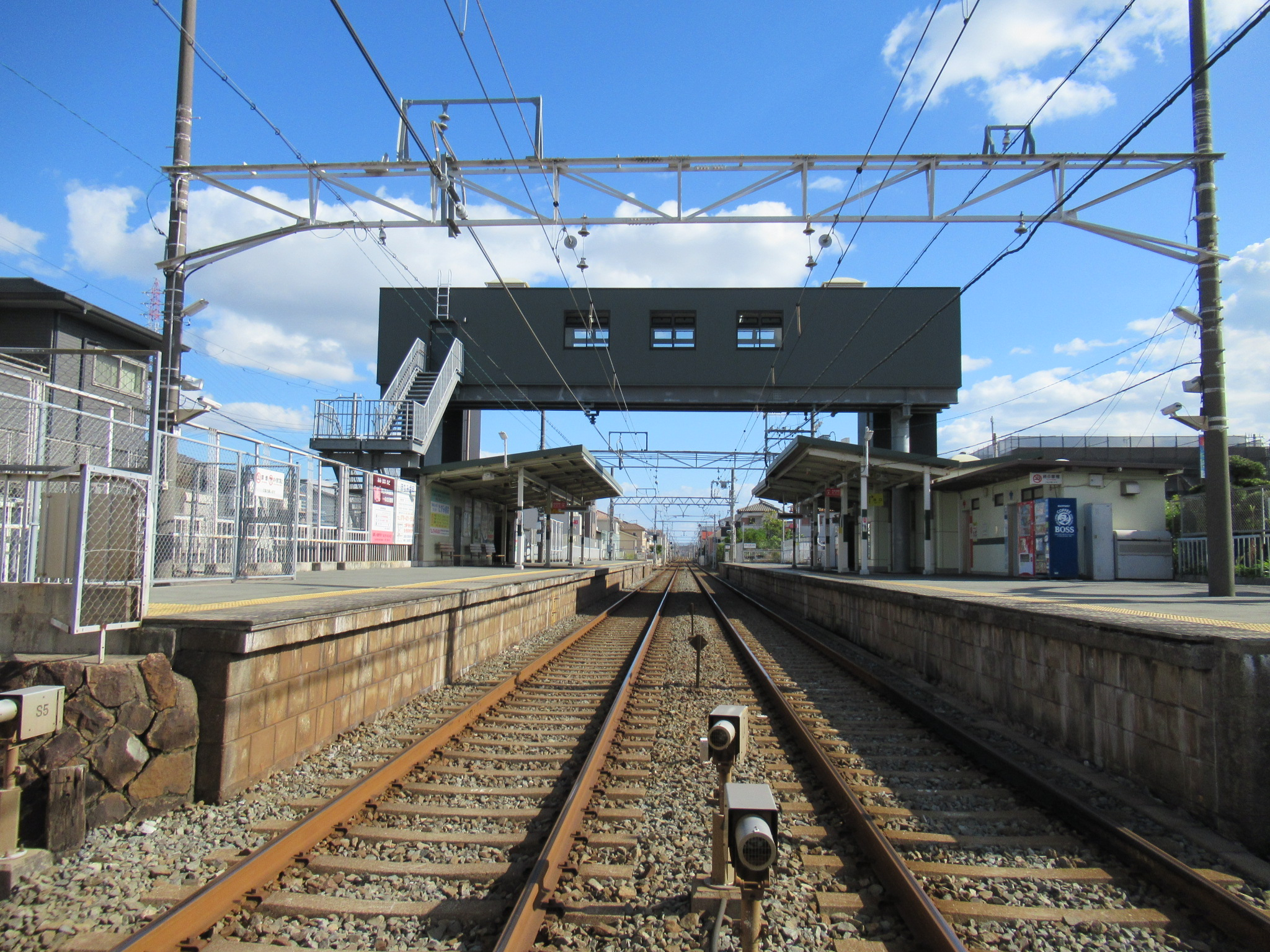
浜の宮駅
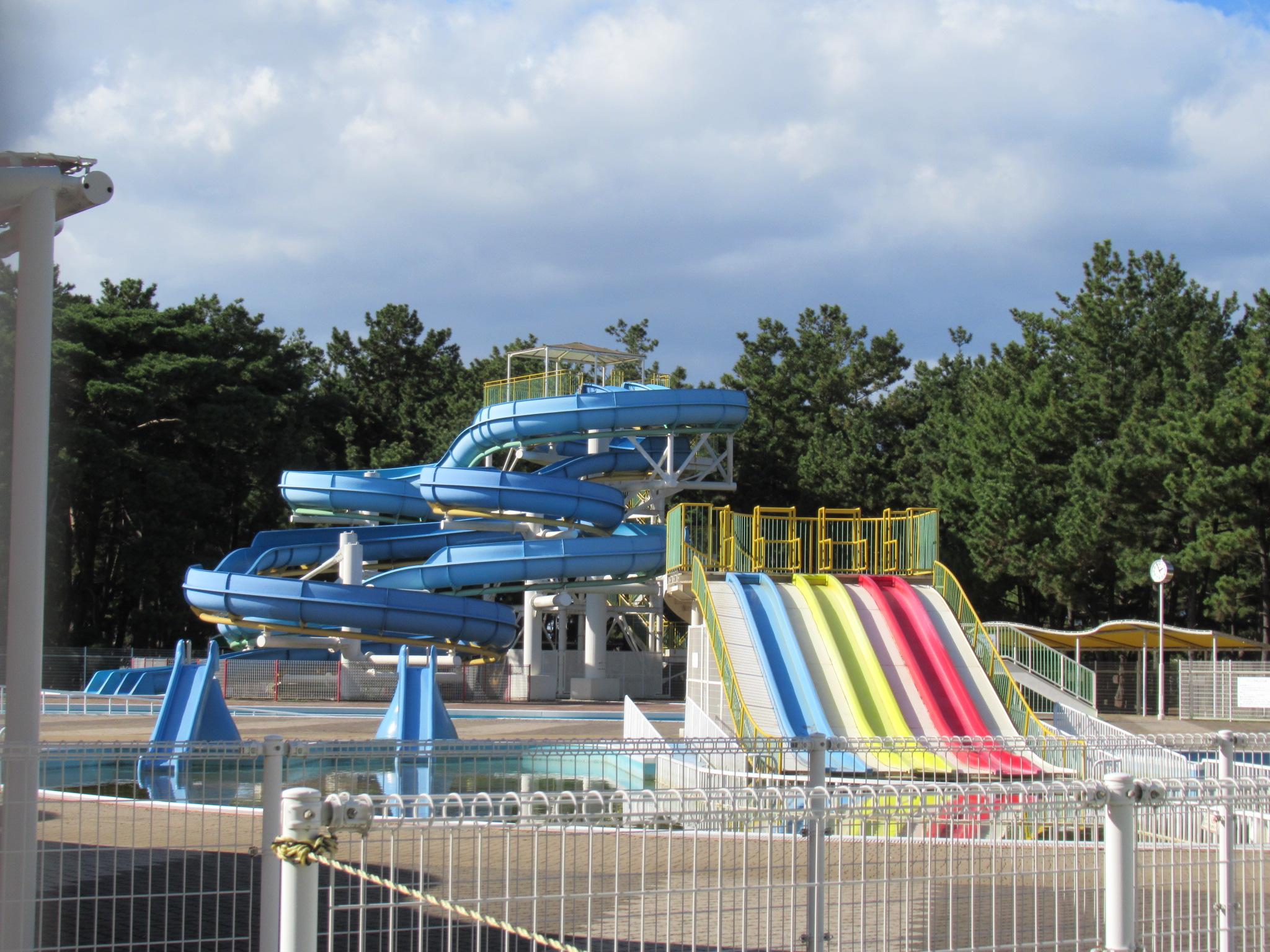
加古川市民プール

ランキング関係では、「ダブスタクソ親父」のワードが「ガジェット通信 アニメ流行語大賞2022」の銅賞に選出された。2022年12月12日発表の「ネット流行語100 2022」ではトップ20単語賞の15位に本作がランクインし、9位には主人公のスレッタ・マーキュリーがランクインした。2024年の第18回声優アワードでは、本作の話題からスレッタ役の市ノ瀬加那が主演声優賞を、グエル・ジェターク役の阿座上洋平とプロスペラ・マーキュリー役の能登麻美子が助演声優賞をそれぞれ受賞した。

## 批評
放送期間中、本作は大河内が小説家として初めてノベライズ版を担当した『少女革命ウテナ』との共通項を挙げられており、テレビまんが研究家の加々美利治は、何らかのセルフオマージュをしている可能性を指摘した。また加々美は、明るい作風を評価する10代の視聴者と、過去に大河内が『コードギアス』のようなアンハッピーエンドな作品を担当したことを根拠に今後の展開を不安視する従来のファンを紹介したうえで、いつ作品が戦争路線に舵を切ってもおかしくないと評した。
また脚本家の深見真は、『月刊ガンダムエース』上で連載する自身のコラムで、本作が本格的な恋愛や青春ものを描きつつ、ただの学園ものでは終わらない点でストーリーテリングが巧みであるとしている。
アニメコラムニストの小新井涼は、ロボットものや重いストーリーに慣れていない視聴者が身構えずに楽しめる「間口の広さ」と、物語や前述の台詞などに反応して感想やファンワークをさまざまな媒体形式で発信し、トレンドを賑わすほどになる「SNSでの盛り上がりとの相性の良さ」が、作品の話題性の要因になっているとしている。その上で小新井は本作を、現代ならではの広がり方をする「最新のガンダム」と評している。
批判的な意見としては、BPOの「青少年委員会」にて、第12話におけるラストシーンの残虐性に関して議題に上がったことが公式ホームページで報告された。また放送終了後、「『ガンダムエース2023年9月』号に掲載されたインタビュー」でスレッタとミオリネの関係について『結婚』という言葉が使用されていた部分が、電子版では消去されたことによる記述の食い違いがSNSを中心に広がった。スレッタとミオリネが結婚したと解釈できるにもかかわらず、バンタイナムコフィルムワークスが校正ミスである旨を発表したため、「クィアベイティングではないかという批判が国内外から上がっている」とされた。なお、スレッタとミオリネの結婚は公式設定であり、Blu-rayの特典や雑誌で明言されている。

## あらすじ
PROLOGUE
企業の宇宙進出が進み、宇宙移民者スペーシアンと地球居住者アーシアンの対立が激化の一途をたどるA.S.(Ad Stella) 101。小惑星フロント「フォールクヴァング」にあるヴァナディース機関のラボでは、カルド・ナボの主導のもと、地球のオックス・アース・コーポレーションのMSガンダムが開発されていた。しかしガンダムに採用されたGUNDフォーマットの健全性を試作機のガンダム・ルブリスは証明できず、テストパイロットのエルノラ・サマヤは焦りを感じる。そんな中、GUNDフォーマットを危険視するデリング・レンブランの差し金で、MS開発評議会はオックス社への企業行政法による強制執行を決定。評議会配下の特殊部隊「ドミニコス隊」がフォールクヴァングに派遣され、エルノラの夫ナディム・サマヤたちの抵抗も空しく制圧作戦が進められる。カルドを始め多くの人命が犠牲となる中、ルブリスが偶然乗り込んでいたエルノラの娘エリクト・サマヤの生体情報を認証して起動する事態が発生し、敵MSを撃墜したエリクトに驚愕しながらもエルノラはルブリスで脱出を図る。ナディムの自己犠牲によってエルノラたちは離脱に成功するが、フォールクヴァングは破壊され、ガンダムの開発計画はすべて凍結される。
Season1
「ヴァナディース事変」と名付けられたフォールクヴァングの襲撃から21年の年月が流れ、ガンダムの開発者が「魔女」と呼ばれるようになったA.S.122。水星育ちの少女スレッタ・マーキュリーは母プロスペラ・マーキュリーの勧めで、ベネリットグループが運営する教育機関アスティカシア高等専門学園に編入してくる。スレッタは到着間近、宇宙空間を漂流していたデリングの一人娘ミオリネ・レンブランを意図せず救助するが、デリングから逃れ地球へ向かう予定だったミオリネを妨害する結果となり、責任をとるべくミオリネに強引に迫るグエル・ジェタークとMSによる決闘を受諾し、愛機のガンダム・エアリアルで圧勝する。ガンダムを使用した嫌疑でMS評議会に拘束され早々に退学の危機に陥るスレッタだったが、ミオリネの直談判によって再決闘が決まり、自身の威信をかけて戦いを挑むグエルのダリルバルデを激戦の末に下す。
こうしてグエルから学園の最強パイロットの証である「ホルダー」の称号とミオリネの花婿候補という立場を手に入れたスレッタは、慣れない学園生活に戸惑いながらも、アーシアンのニカ・ナナウラやチュアチュリー・パンランチ、学園の実力者であるエラン・ケレスと交友を深めていく。しかしガンダムの操縦者として改造されたエランこと強化人士4号は、スレッタが自身と同じではないとを知ると態度を一変させ、グエルを倒したうえでスレッタに決闘を申し込む。ニカたちの協力も受けてエランの駆るガンダム・ファラクトを退けたスレッタだったが、この時に発生したGUNDフォーマットの相互干渉が原因で、エアリアルがガンダムであることが確定的となる。スレッタは4号のオリジナルであるエランたちの策略でベネリットグループのインキュベーションパーティーにて糾弾されるが、ミオリネの機転でガンダムの安全利用を目的とした株式会社ガンダムの起ち上げが成功したことで危機を回避する。
地球寮の生徒たちも巻き込んだスレッタたちは、ミオリネと会社を手中に収めようとするシャディク・ゼネリが率いるグラスレー寮生たちと集団決闘になるも、シャディクの駆るミカエリスを辛くも撃破し、GUND技術による医療事業の成功を目指すべく起業する。事業が着実に進展していく一方で、ベネリットグループ内ではデリングの暗殺を狙う動きが本格化する。グループの開発拠点プラント・クエタにデリングやエアリアルを受領しに来たスレッタたち、さらにエルノラとしての正体を明かしデリングとの密談に臨むプロスペラが集うなか、シャディクの手引きで地球の武装組織フォルドの夜明けによる進攻が開始される。「地球の魔女」を名乗るソフィ・プロネとノレア・デュノクが駆るガンダム・ルブリス・ウルとガンダム・ルブリス・ソーンがクエタのMS部隊を圧倒していくなか、プロスペラに導かれたスレッタは改修されたエアリアルでソフィたちを撃退する。次いでスレッタはミオリネと瀕死のデリングに襲い掛かった敵兵をエアリアルの手で叩き潰すが、その残酷さを省みず安堵するスレッタにミオリネは恐怖を抱き、「人殺し」という言葉を投げつける。
Season2
プラント・クエタ襲撃から2週間後。事件について箝口令が敷かれた地球寮生たちの前に身分を詐称したソフィとノレアが編入生として現れ、スレッタはフォルドの夜明けの連絡係であることを告白しようとしたニカを襲うふたりにたまらず決闘を申し込む。ソフィたちは学園のオープンキャンパスで行われるエキシビションマッチ「ランブルリング」にMS型ガンビットガンヴォルヴァとともに乱入し、グエルの弟ラウダ・ニールを始めとして多くの生徒に被害を出すが、データストームで空間を掌握するエアリアルには及ばず、ソフィが命を落とす。
その後、生徒の死者を出した一連の事件の隠蔽と、「フォルドの夜明け」に対する強引な治安活動に対してベネリットグループには非難の声が集中し、グループは状況打破のために次期総裁選の開催を決定する。新たなエランとしてペイル社に従いつつも自分の命を最優先に行動する強化人士5号、サリウスを幽閉して世界の不平等を変えるという大義のために総裁の地位を狙うシャディク、そして「フォルドの夜明け」での捕虜生活を経て存続の危機に瀕したジェターク社の立て直しを図るグエルがそれぞれ行動を開始するなか、ミオリネはデリングの極秘計画クワイエット・ゼロの引き継ぎをプロスペラから打診される。プロスペラの過去を知り、さらにスレッタが母親に微塵も疑問を抱かないことに危うさを感じたミオリネは、総裁選へ立候補を条件にスレッタを巻き込まないことをプロスペラに約束させる。何も知らないスレッタは、ミオリネの17歳の誕生日に事情を知るグエルと三度目の決闘に臨むも、ミオリネによってエアリアルの機能を停止させられたことで敗北し、花婿の地位を失う。それでもめげずに学園生活にまい進するスレッタだったが、エアリアルの一部となっていたエリクトから、自身がエリクトの遺伝子より生み出されたリプリチャイルドであることを知り、プロスペラとパーメットスコア8に到達したエアリアルには不要として決別される。
ミオリネは総裁選での不利を覆すべく、反スペーシアン運動を停止させるべく地球のクイン・ハーバーに降り立ち、GUND医療を全面に押し出すことで支持を取り付ける。しかし、秘密裏にガンダムが量産されていた事実を把握していたプロスペラとエアリアルが破壊行動を起こしたことでクイン・ハーバーは戦場と化し、ミオリネは絶望感に打ちひしがれる。一方、グエルはこれまでの出来事の黒幕がシャディクであることを知り、サリウス確保のため学園に帰還する。シャディクもまたミオリネを花婿としてサポートしきれなかったグエルに怒りを滲ませ戦闘をしかけるが、死闘の末にグエルが競り勝ち、シャディクは仲間とともにドミニコス隊に捕らえられる。一方の学園内ではシャディクの差し金で幽閉から解放されたノレアが無差別攻撃を決行。ノレアは5号の説得に応じた直後ドミニコス隊の銃撃で死亡するが、学園は壊滅的な状況に陥る。
一連の争乱を重く見た宇宙議会連合は、ベネリット解体を目的に多数のMSと艦隊を派遣するが、そこに巨大要塞としての全容を現したプロスペラのクワイエット・ゼロが登場。要塞中枢に接続されたエアリアルが操る無数の無人機ガンドノードの集中攻撃で返り討ちにされる。この惨状を見たスレッタは自分の意志でエリクトとプロスペラを止めることを決意し、ミオリネもまた、罪悪感を抱えながらもスレッタの励ましで前進することを決意する。ミオリネたちはクワイエット・ゼロを掌握すべく直接要塞内部に突入するが、旧ヴァナディースの機体ガンダム・キャリバーンで囮を引き受けたスレッタの前にはエリクトが立ちふさがり、さらにグエルの前にはミオリネへの復讐心に駆られてガンダム・シュバルゼッテに搭乗したラウダが襲いかかる。激戦の末、グエルは撃墜される危険を冒しながらもラウダの説得に成功、スレッタがエリクトを必死に止めている間にミオリネは亡き母からのメッセージを糸口に停止コードを入力し、クワイエット・ゼロは機能を停止する。目的を達成したスレッタたちだったが、そこに議会連合が兵器転用した惑星間レーザー送電衛星「ILTS」による砲撃が襲いかかり、とっさにエリクトはエアリアルを呈して砲撃を受け止める。スレッタは、大破したエアリアルをクワイエット・ゼロに接続するよう語りかけるプロスペラを拒み、代わりにエアリアルの制御を移したキャリバーンを接続してエリクトに呼びかける。それに応えたエリクトは広大なデータストーム領域を展開し、それに乗じてミオリネもベネリットグループの解散と地球への資産売却を全世界に発表し、事態の収束を図る。これを認めない議会連合上層部は再度攻撃を強行するが、キャリバーンに呼応したガンダムたちが発するデータストームによってILTSは機能を停止。役目を終えた4機は、クワイエット・ゼロとともにパーメットの粒となって消滅する。
それから3年後。戦いを経験した者たちがそれぞれの人生を歩むなかで、生還したスレッタは、正式に結婚してパートナーとなったミオリネや、復讐心から解放されたプロスペラ、そしてマスコットキーホルダーとして生きながらえたエリクトとともに穏やかな生活を送る。

## 作中設定・用語

### 世界観
アド・ステラ（Ad Stella）
本作品内で用いられている紀年法。ラテン語の「星へ」を意味し、おもに「A.S.」と略される。
黎明期より複数企業がフロントの建築によって急速に経済力を増大させた時代であり、本編では複数の企業体が宇宙議会連合以上の力をもち、既存の国家の枠組みを超えつつある。
スペーシアン / アーシアン
それぞれ「宇宙移民者」と「地球居住者」を意味し、人口比率は2:8とされる。MSを始めとした宇宙時代の基幹産業の発展と戦争シェアリングによって、少数のスペーシアンが大多数のアーシアンから労働力と税金を搾取する社会構造が一世紀以上続いている。
戦争シェアリング
ベネリットグループを含む宇宙企業が構築した軍事ビジネスモデル。宇宙企業同士の武力衝突を回避するために結ばれた「宇宙連絡協議条約」によって直接対立が出来なくなった企業群が、それぞれ繋がりのある地球の各勢力に兵器を販売することで戦争をコントロールし、破局的な状況を未然に防ぎつつ宇宙開発事業の莫大な経費を賄っていくというもの。
アーシアン側の利益を吸い上げて地球経済を困窮させる要因となっており、これに抵抗するアーシアンたちもベネリットの治安維持部隊によってことごとく鎮圧されている。
地球
A.S.の時代では、宇宙でのフロント建設時期と前後して大小10の地域経済圏が成立するが、政治・経済の不安定により絶え間なく紛争が勃発する状況に陥る。これに目をつけた宇宙企業が戦争シェアリングの体制をしいたことで同時多発的に戦火が拡大し、全体的に経済が疲弊する。
本編では日常生活・自然環境面においてスペーシアンとの大きな差が生じている。頻発する反スペーシアンのデモや暴動の鎮圧のため、ベネリットによる防衛部隊が派遣されている。なお、宇宙との移動用に軌道エレベーター（パーメットで稼働する）が建造されており、地上に降りる際は衛星軌道上の中継ステーションを利用する。
水星
かつては太陽系惑星の探査で発見されたパーメット鉱石の研究と採掘で栄えたが、大量のパーメットを含有する地層が発見された月との価格競争に敗れたことで、シン・セー社以外の企業は事業から撤退し、本編では人の存在すら忘れられるほどの辺境の惑星となっている。残った住民は地表をくり抜いた居住区かシン・セー社の建設したフロントに暮らしており、太陽風の吹く過酷な環境下で、電子機器や基地の故障に耐えながら採掘作業に従事している。

### 組織・部隊
アスティカシア高等専門学園
ベネリットグループが運営する3年制の高等教育機関。宇宙開発産業およびMS産業に携わる人材の育成を目的とし、グループ各社の重役の子息や、企業から特別な推薦を受けた学生などに入学資格が与えられる。全校生徒数は1200名（1学年400名）。入学後はパイロット科40名、メカニック科240名、経営戦略科120名に振り分けられ、寮生活を行いながら後ろ盾となる企業が開発したMSを運用する。重要インフラとして地上と地下にはモノレールが整備されており、特別な観覧列車なども運行している。なお、車両は真空中でも走行できる与圧列車となっている。
生徒の学籍番号は入学年、専科、個人番号の三つの要素から成り、3年生は「K」、2年生は「L」、1年生は「M」、パイロット科は「P」、メカニック科は「M」、経営戦略科は「S」で表示される。個人番号のみは推薦企業のヒエラルキーによって決定される。生徒各人には携帯端末サイズの電子生徒手帳が支給され、一般的な通話やメッセージ機能のほか、セキュリティパスからMSの起動キーといった多彩な用途に使用される。学園内では企業間の力関係の他にスペーシアンとアーシアンの関係が色濃く反映されており、アーシアンの寄り合い所帯である地球寮の生徒たちは有能でありながらも経済的に豊かでなく、生徒や教師からも差別の対象とされる。
ベネリットグループ
L4一帯に影響力を持つ巨大複合企業体。ベネリット社を頂点に、「御三家」と呼ばれる業績トップの3社を含めた合計157社の企業で構成される。本編開始時の総裁はデリング・レンブラン。
プラント・クエタ事件によるデリングの負傷離脱、および地球での治安活動に反発するアーシアンの反対運動が激化すると、事態収拾のための次期総裁選を実施。当初はグループ各社や多方面からの支援を受けたシャディク・ゼネリが有力候補であったが、クエタなどの一連の事件へ関与していた容疑で逮捕されたため、対抗馬のミオリネ・レンブランが選出される。クワイエット・ゼロ事件では、宇宙議会連合との衝突を回避しようとしたミオリネによってグループの解散が宣言され、地球への全資産売却や所属企業の統廃合が行われる。
ジェターク・ヘビー・マシーナリー
「御三家」の一社。堅実な設計方針に沿った地上運用主体のMSを多く手がける一方で、パイロットを最大限補助するためのAI技術開発も行う。
代々CEOを輩出するジェターク家の一族経営で勢力を拡大してきた経緯があり、本編開始時はヴィム・ジェタークによるワンマン経営がとられる。プラント・クエタ襲撃事件でヴィムが死亡し、さらに自社製MSがテロに使用されたことで融資を打ち切られ経営難に陥るが、新CEOに就任したグエルがミオリネと手を結ぶことで再建が図られる。ベネリット解体から3年後も経営状態を維持しており、ベネリットの支援を失ったアスティカシア学園の存続に貢献する。
ペイル・テクノロジーズ
「御三家」の一社。機動性や飛行性能に優れたMSを製造する裏で、自社の利益のために禁止されたガンダムや強化人士の研究開発を行っている。
独自の採用AI「ペイルグレード」によって経営陣が選出され、本編ではニューゲンら4人の共同CEOによる合議制を執りつつ、次期トップとしてエラン・ケレスを擁立している。エアリアルと開発元であるシン・セー社の技術を得ようと暗躍し、クワイエット・ゼロ事件に至る騒動を受けて宇宙議会連合に鞍替えするが、ミオリネのベネリット解散宣言を受けて全資産を失う。
グラスレー・ディフェンス・システム
「御三家」の一社。汎用性に優れたMSのほかに、GUNDフォーマットの存在を危惧してアンチドートの開発と技術発展にも力を注いでいる。社風はグループの利益のためなら人種や出自を問わず能力のある者を登用する完全実力主義であり、「アカデミー」と呼ばれる戦災孤児の育成校も運営する。
「PROLOGUE」時点からサリウス・ゼネリがCEOを務めるが、「フォルドの夜明け」によるアスティカシア襲撃に乗じて養子のシャディクがクーデターを起こし、社の実権を握る。プラント・クエタを含む一連の事件でシャディクの関与が暴露されると、不祥事の償いを願うサリウスから社のベネリット離脱と解体が提案される。
シン・セー開発公社
水星資源の採掘で発展した企業。グループ内では新参で、業績はほぼ最下級である151位のDランクだが、MS開発と福祉工学を軸にして、300社以上の取引実績と200以上の年間特許数を有する。過酷な水星の環境でも安全に作業できるドローン（遠隔操作無人機）技術搭載MSとして、ガンダム・エアリアルを独自開発する。

オックス・アース・コーポレーション
「PROLOGUE」に搭乗する地球発の多角経営ベンチャー企業。軍需産業へ進出するためにヴァナディース機関を買収し、ルブリス量産試作モデルをリリースするまでこぎ着けるが、ヴァナディース事変を受けて解体される。
ヴァナディース機関
カルド・ナボを代表とするパーメット研究機関。元来は過酷な宇宙環境における脆弱な身体機能を補助する技術としてGUNDを研究していたが、資金難による研究凍結の危機に陥り、GUNDフォーマットの軍事転用と引き換えにオックス・アース社の傘下となる。

株式会社ガンダム
エアリアルおよびシン・セー社の存続と、ペイル社のファラクト開発部門解体にともなう損失を補填する新規事業としてミオリネが提案した株式会社。M&Aで買収したシン・セー社とペイル社の開発部門を統合した独立会社の体を取り、生命の安全を前提にガンダムを管理運用することで、最終的にはベネリットグループの業績再建に寄与することを目標とする。
発表直後はミオリネ個人への信用がないことから出資者の賛同を得られなかったが、ミオリネ自身が頭を下げてデリングの支持を取り付けたことで起業資金の調達に成功。スレッタが居住する地球寮の施設を拠点として強引に接収し、さらにほかの地球寮生たちを従業員として取り込むことで、企業としての体裁を整える。当初は利益効率のいい軍事企業を目指す選択肢もあったが、戦争を忌避する地球寮生たちの反対もあり、最終的にはヴァナディース機関のPVを参考に、GUNDフォーマットの研究結果をもとに、安心安全なGUND技術による医療事業の展開を目指す。
MS開発評議会
MS開発の互助を目的に設立された組織。ベネリット総裁や御三家をはじめとする各社のCEOたちがメンバーを務めており、各企業がMSを開発・製造するには、事前に評議会に届け出て認可を受ける必要がある。GUNDフォーマットがもたらす人体への悪影響を危惧している。
カテドラル
MS開発評議会がMS開発の秩序と倫理を守る名目で設立した監査組織。
ドミニコス隊
MS開発評議会が有する特殊部隊。ヴァナディース事変でフォールクヴァング襲撃に参加して以降は「魔女狩り部隊」の異名で呼ばれ、A.S.122時点ではカテドラルの直轄部隊となる。

宇宙議会連合
フロント間の政治問題を調停する自治行政機関。本編以前の時代に、宇宙側の統括組織とフロントコミュニティが立ち上げた「宇宙植民共同体」（Space Front Community=SFC）を前身とし、形骸化していた宇宙行政機関を取り込んでより実効的な行政機関として機能すべく組織改編したことで誕生した。本編では、宇宙産業企業群が巨大な力を有する現状を快く思わない一部の上層部が、各企業の力を削ぐためにエージェントを送り込み、独自の諜報活動や一部グループ企業への接触を行っている。
スペーシアンとアーシアンの対立には不干渉の立場を取っていたが、旧オックス・アース社製のガンダムやガンビットMSを「フォルドの夜明け」に供給し、水面下から双方の衝突を扇動していた。シャディクら一部のグラスレー寮生を発端とするアスティカシア学園内の抗争や、ベネリットを離反したペイル社の告発を受けると、本格的なベネリット解体を目的とした強制介入を執行する。
フォルドの夜明け
アーシアンの地位向上を目指す反スペーシアンのゲリラ組織。地球の廃校跡にある特定復興計画地区を拠点とし、構成員には現地避難民の出身者もいる。シャディクとは協力関係にあり、宇宙議会連合の後ろ盾のもとでMSなどの兵器供給を受けている。
デリング暗殺を目的としたプラント・クエタ襲撃事件を決行するが、ドミニコス隊の介入などで計画は一部失敗となり、地球でもベネリット部隊に襲撃され拠点から撤退する。

### 地名・施設
フロント
「ガンダムシリーズ」のスペースコロニーに相当する、ラグランジュ点に建造された巨大人工居住施設。作中時点の技術力では宇宙空間に一から巨大建造物を建設・定位させられないため、小惑星を基部としてトーラス型の設備を拡張していく建設方式を取る。
電力はパーメットを利用した発電システムが使われており、全電源喪失を防ぐために発電系統と蓄電系統が複数存在する。宇宙空間の構造体全体または一部を回転させることで、内部に人工重力を発生させている。また、A.S.ではフロントと天体を基準として、宇宙航行用に精緻な空間座標が宙域として設定されている。水星では太陽と水星のラグランジュ点に建設され、常に太陽の陰に隠れるように移動し続ける。

フォールクヴァング
ヴァナディース機関の拠点となるフロント。ドミニコス隊の襲撃を受けた末に爆破される。
ペビ・コロンボ23
スレッタが育った水星軌道基地。
学園フロント
アスティカシア学園の入ったL4の73区フロント。資源採掘後の小惑星を基部として、校舎エリアおよび居住エリアなどの学園区画を含む中央フロント1基と、MS訓練や決闘で使用される戦術試験区域の入ったフロント4基で構成される。
ベネリットグループ フロント
L4のベネリット本社機能が集約されたフロント。小惑星を囲う回転軸を基部からトーラス型フロントを拡張する方式で建造される。各部門のフロアや美術館といった文化施設があり、御三家もCEO執務室や自社の格納庫を置いている。
プラント・クエタ
L4のベネリットグループの巨大開発施設。「クエタ」の名は10の30乗を意味する。研究開発から製造、流通までを一括で管理でき、エアリアルの強化改修やクワイエット・ゼロの中枢ユニットの製造などが行われる。
宇宙議会連合 フロント
宇宙議会連合の中枢となるフロント。議会場が存在し、ベネリットグループへの強制介入を議決する。
ラピスガーデン（石の庭）
小説版に登場。全長約20キロメートルにおよぶラングランズ社名義のフロント。
ILTS（Interplane Laser Transmission System）
L1にて電力供給用のインフラフロントとして建造された惑星間レーザー送電システム。非常に巨大であり、全長は約10km、全幅は約30kmにもなる。各所に放熱弁、後部に姿勢制御用バーニアを備え、発射操作は随伴戦艦からリモートで行われる。宇宙議会連合がクワイエット・ゼロ殲滅用の惑星間攻撃兵器として転用し、「実験中の照準ミス」という名目で発射されるが、1射目はエアリアル改の決死のバリア障壁に防がれ、2射目も4機のガンダムによるデータストーム干渉でオーバーライドされ機能停止する。
クイン・ハーバー
ミオリネたちベネリット使節団が、アーシアンとの交渉のために訪れる地球の都市。軌道エレベーターのほか、付近には隠蔽されたオックス・アース社のガンタム保管施設が存在する。

### 技術・兵器
作中でのスペーシアン側の武器・兵器は、有害なスペースデブリとなる薬莢を出さないケースレス式やビーム兵器が主流である一方で、アーシアン側は旧来の排莢構造をもつ銃火器を多用しており、これに対するスペーシアンの嫌悪感とともに陣営ごとの区別と思想の違いを描いている。
モビルスーツ（MS）
「ガンダムシリーズ」に共通して登場する巨大人型ロボット兵器の総称。本作に登場するMSはモビルクラフト事業や宇宙開発事業から発展を遂げ、開発会社が異なっても多くの機体が同じメカニズムを採用している。電源にはパーメット技術を利用した強力なバッテリーが用いられ、人体を模したリンク（骨格）とジョイント（関節）をEMT（電動モーター）で駆動させる方式を基本とする。操縦はAIによる自立運動に加えて、パイロットスーツとヘルメットの制御装置からパーメットを介した意思伝達により行われる。
パーメット
月を含む太陽系開発時代に発見された新元素「パーメットニウム」の有機錯体から生成される金属化合物。
粒子状のパーメットは同じ素粒子を放射させると他のパーメットに情報共有を行う性質があり、一定の空間内に拡散したパーメット群は「パーメット空間挙動現象」（PSB現象）という統制の取れた動きを見せる。また放射性崩壊した粒子からは壊変エネルギーが得られるため、これを利用した小型かつ高出力の発電システムや、特定のレーザー発振で内部崩壊を促進させてエネルギーを取り出す技術が開発され、さらにパーメットの挙動を実行するプログラムコードは「パーメット言語工学」へと発展して通信や工学分野に技術革新をもたらした。本編の時代ではMSや宇宙船のほとんどのパーツに採用され、パーメットコードにより推進剤自らが偏光推進する「パーメット知性化推進剤」などが開発される。しかしパーメット空間制御技術のための情報量は最新の量子コンピューター処理でも限度があり、AIなどを使用したコート伝達システムもいつかは限界に至るとされる。
スウォーム兵器
「ガンダムシリーズ」におけるオールレンジ攻撃用兵器は、本作ではスウォーム兵器の一種と位置付けられている。現実でも戦闘用ドローンを統率し制御するために研究されている技術だが、本作での定義は、端末それぞれが独立した思考構造を持ち、なおかつ群れしての知性も持ち統率の取れた行動を行うことができるような兵器とされ、後述のガンビットも、劇中ではスウォーム兵器の一種と認識されている。
GUND（ガンド）
義肢などの福祉工学に端を発する技術。本来は人体の欠損部や宇宙環境下で生ずる身体機能障害の補助を目的とした医療技術であり、人体に流入させたパーメットを様々な機械システムと繋げる「パーメットリンク」によって、四肢および感覚機能の補助や身体機能を拡張する効果をもつ。GUNDの施術者は、一定レベル以上のリンク時に体内に注入したパーメットが光る痣として皮膚上に現れる。
GUNDフォーマット（ガンドフォーマット）
GUND技術を軍事転用したMS用システム。GUNDでリンクしたパイロットとMSのシステムを制御する革新的機構をもち、リンクの指標となる「パーメットスコア」が大きいほど機体性能が上昇する。
ガンダム
本作におけるガンダムタイプMSは、GUNDフォーマットの搭載により領域横断的な戦闘能力を獲得したMSを指す。正式名称は「GUND-ARM」（ガンドアーム）であるが、世間一般では「GUNDAM」（ガンダム）の通称で呼ばれる。基本構造は既存のMSと同じ規格で作られており、性能を発揮しないのであれば一般のパイロットでも操縦できる。
本編ではGUNDフォーマットの危険性も含めてカテドラルが協約で開発そのものを禁止しており、関連技術の継承者は「魔女」と呼ばれる。
データストーム
本来のPSB現象下では一定時間が過ぎるとノイズの増大によって収束する情報が増大し続ける現象。義肢サイズのGUNDであれば問題ないが、MSのような巨大かつ複雑な構造のものをパーメットリンクで操作すると、ランダムに暴走した粒子が膨大な熱を発生させ、機械のみならず使用者の人体に莫大な負担をもたらす。最悪の場合は死へと至る危険性をはらむことからMS開発評議会が危険視するが、一方で既存ネットワークにはない超密度情報体系を発現することから、クワイエット・ゼロで利用される。
シェルユニット
ガンダムの胸部など各部に内蔵された制御端末。パイロットとMS間で交わされる莫大な情報の伝達処理を可能とし、GUNDフォーマットの稼働レベルが一定になると赤い電子回路のような発光パターンが生じ、スコア6では青、スコア8では白、それ以上では虹彩色へと変化する。
ガンビット（GUND-BIT）
ガンダムに搭載されるスウォーム兵器。正式名称は「次世代群体遠隔操作兵器システム」。GUNDフォーマットを介してスラスターやビーム砲を備えた小型端末「ビットステイヴ」を直感的に遠隔操作し、多彩な立体攻防を展開する。複数基が合体することで防御用のシールドになるほか、MS各部のハードポイントと合体することで機動性と防御力の強化、およびビットへの電力や推進剤の補給を可能とする「ビットオンフォーム」となる。

クワイエット・ゼロ
デリングとプロスペラが推進していた計画、およびそれを実現するための要塞型巨大施設。植生エンジニアであったノートレット・レンブランの創案が起点となっており、環境ごとに変化する植物の多様性を人間社会に応用することで、戦争のない平和を実現を最終目標とする。
要塞の内部に接続したエアリアルとガンドノードを連動させて広大なデータストーム空間を形成することで、パーメットリンクを使用したあらゆる機械を無効化して支配下に置く。初の実戦使用ではこれによって無力化した議会連合軍艦隊を大量のガンドノードで壊滅状態に追い込むが、この時点でも60パーセント程度の稼働率に過ぎず、プラント・クエタ内で建造されたユニットを組み込めば、地球圏全体にデータストーム領域を展開できるとされる。キャリバーンとの接続で意識を取り戻したエリクトの協力によりパーメットスコアが最大限まで高められた際は、GUNDフォーマットでも許容できない情報量をもったデータストームを引き起こし、ILTSの砲撃を無効化した後は情報エントロピーで発生した熱によって4機のガンダムとともにパーメット粒子化して消滅する。
アンチドート
グラスレー社の一部MSに搭載される対GUNDフォーマット用装備。無人機によるドローン戦争を終結させたパーメット・電子対抗装備の発展型であり、有効範囲内にいるGUNDフォーマットのリンクを妨害することで、機体やガンビットを停止させる効果をもつ。ただしパーメットスコア4以上の出力になると、装備がオーバーライドされて無効化される弱点がある。
ハロ
声 - 古川慎、富田美憂（ロウジ所有の個体）
ほかの「ガンダムシリーズ」にも登場する球形のロボット。本作では、ベネリットグループがインフラに使用される各種アタッチメントのベースユニットとして採用しており、ナビゲーション用の「ナビハロ」、アスティカシア学園で決闘する際の情報検索や撮影ドローン兼審判役として使用される「カメラハロ」、移動用の「バイクハロ」などで利用される。小説版では「ラピスガーデン」内にある遊園地のマスコットキャラクター「ピエハロ」が登場する。
強化人士（きょうかじんし）
ベルメリア・ウィンストンが提唱した「データストーム耐性のある人工中枢神経を使用する拡張神経理論」をもとに、ガンダムの搭乗者として最適化された改造人間。生物工学やナノテクノロジーによって、より高いパーメット数値を許容・維持できるが、データストームによる肉体への負担は確実に蓄積されていき、やがて死に至る運命にある。
リプリチャイルド
ある特定の人物の遺伝子をもとに人工的に作られた人間。作中ではエリクトの遺伝子から誕生したスレッタおよび11人の「カヴンの子」が該当する。

### そのほかの用語
決闘
デリングがアスティカシア学園での生徒同士の揉め事を解決すべく定めた私闘制度。双方の個人またはチーム同士が金銭や栄誉などの望むものを賭けてMS戦を行い、敗者は勝者の要求に必ず従う義務を課せられる。基本的に相手機の頭部ブレードアンテナを先に折った者が勝者となるが、合意があれば決闘方式や双方の戦力比、賭けるものは変更可能で、先に大将機のアンテナを折った側が勝利する集団決闘、一対多数のハンディキャップ戦、勝ち抜き式のバトルロイヤル戦も存在する。使用されるMSは学園規定にもとづいて約30パーセントの出力制限がかけられるほか、決闘者の安全を考慮して、使用可能な武装は出力上限の定められたビーム兵器と近接兵器のみで、コックピット周辺や主要機関への攻撃はできないように設定される。試合前は一方の対戦者が「勝敗はMSの性能のみで決まらず」、もう一方が「操縦者の技のみで決まらず」、双方が同時に「ただ結果のみが真実」という口上を述べたのち、立会人の「決心解放（フィックス・リリース）」の号令を合図に戦闘を開始する。口上のとおりパイロットの腕やMSの性能だけでなく、試合前の準備や根回しも勝利条件として重要視され、試合場の細工や部外者による妨害といった不正行為もその一環として黙認される。試合状況は生徒手帳や学園中のモニター端末を通じて生中継され、生徒間では金銭を賭けて勝敗を予想する「決闘賭博」が横行している。
決闘委員会
決闘を取り仕切るために設立された、学生主導の組織。おもなメンバーは、寮長や御三家の子息といった有力者で構成される。決闘前は試合会場や具体的なルールなどを協議したのち、対戦者の合意と宣誓を見届け、「Alea jacta est.」の言葉とともに決闘の承認を行う。委員にも決闘を行う権利はあるが、御三家同士の決闘は避けられる傾向にある。
ホルダー
決闘の勝者のなかでも特に優れたパイロットのみに与えられる称号。純白基調の専用制服およびパイロットスーツの着用といった各種特典を享受できるが、2週間以内に1度は決闘に応じたり、指定された学園や企業のイベントにも参加しなければならない。
本編では、ミオリネが17歳となった時点のホルダーに婚約権を与えるとデリングが発表したことで当事者本人の反感を買っただけではなく、決闘そのものを企業間の代理戦争へと発展させる原因となる。
ランブルリング
学園のオープンキャンパスイベントとして開催される、制限時間30分のバトルロイヤル式エキシビジョンマッチ。各企業の新型機のお披露目を兼ねるほか、ホルダーにも参加する義務が課される。
クールさんとホッツさん
作中で販売されているミントチリ味の微妙なスナック菓子「クールホッツ」のイメージキャラクターたち。綿菓子のような頭部が特徴で、青いほうがクールさん、赤いほうがホッツさん。学園の購買部で売られていたキーホルダーを気に入ったスレッタがミオリネへの贈り物として購入するが、当のミオリネからは「ダサい」と言われ、ニカも返答に困るほどデザイン面での評価は芳しくない。しかし、交流が途絶えかけたスレッタとミオリネをつなぐアイテムとして重要な役目を果たし、最終決戦ではエアリアルとともに消えかけていたエリクトの新たな依り代となる。

## 登場人物

### アスティカシア高等専門学園の人物

#### 主要人物
スレッタ・マーキュリー (Suletta Mercury)
声 - 市ノ瀬加那
本作品の主人公。パイロット科2年。学籍番号「LP041」。母プロスペラが経営するシン・セー社の推薦を受け、ペビ・コロンボ23から編入してきた17歳の少女。身長は約170cmで学園の女子生徒の中では長身な方である。幼少期からエアリアルを駆って危険な任務や作業をこなしてきたため、若くして高度な操縦技術を習得している。
物心つく前に母とともに水星に移住し、同年代の子どもがいない環境下で成長したため、内向的でコミュニケーション下手な性格。下級生にも敬語を使うほどつつましいが、困難や理不尽に対しては母の言葉である「逃げればひとつ、進めば二つ」の信念をもって立ち向う姿勢を見せ、出会った人々にも大きな影響を与えていく。一方でプロスペラを「優しい魔法使い」と称して強く慕っており、ときに不審や迷いを抱こうとも、「母の言うことは絶対正しい」と思考停止し従おうとする。
学園編入後は水星を「誰も死なない豊かな星にする」という夢のため、故郷で廃れた学校を設立するという目標を掲げるとともに、一学生としても「彼氏とデートする」「友だちをあだ名で呼ぶ」などの実現したいことをまとめた「やりたいことリスト」を作成する。しかし編入早々にミオリネを侮辱したグエルとの決闘に勝利したことでホルダー兼ミオリネの花婿候補に選ばれ、データストーム逆流がないエアリアルに注目したベネリット内の暗闘に巻き込まれていく。校内でもスペーシアンの生徒たちから「水星女」とけなされ精神的に追い込まれるが、不器用ながらも親身なミオリネや同じ差別を受けるアーシアンの学生たちに支えられ、地球寮に迎え入れられる。その後は、ホルダーの称号とエアリアルをめぐる学園内の決闘や、「フォルドの夜明け」との生死をかけた実戦を乗り越えていく。プラント・クエタ事件では、プロスペラに唆される形でエアリアルに乗り、ミオリネとデリングに襲いかかったフォルド兵を直接エアリアルで圧殺。ミオリネからの非難とランブルリング事件でのソフィの暴挙を受けて、人を殺すことの重さを自覚し、プロスペラに従うだけの自身への疑念を深めていく。
その正体は、エアリアルの生体コードと化したエリクトの遺伝子から作られたリプリチャイルドのひとりで、パイロットとしてエアリアルのパーメットスコアを上げるために、唯一肉体を与えられた存在であることがエリクトとプロスペラから明かされる。クワイエット・ゼロ計画を進めるプロスペラを危惧したミオリネや、普通の学園生活を願う母たちから決別を告げられ消沈するが、クイン・ハーバーでの母の凶行がエリクトの本意ではないことに気づき、自分の意志でキャリバーンに搭乗し、エリクトのエアリアルと戦いながら説得を試みる。ILTSの斉射で破壊されたエアリアルからエリクトを呼び起こすために、エアリアルの制御権を移したキャリバーンをクワイエット・ゼロに接続し、データストーム逆流に苦しみながらもエリクトを呼び起こす。そして、エリクトのパーメット上昇を無意識に補助するとともに、エアリアルごと消滅しかけたエリクトの人格を、所持していた「ホッツさん」のキーホルダーに移す奇跡を起こす。
3年後のエピローグではミオリネと正式に結婚してパートナーとなり、母やエリクトとともに地球の片田舎に移住し、キャリバーンのデータストーム汚染による後遺症のリハビリに励みながら、夢であった学校の設立に尽力。穏やかな生活を送っている。
企画当初はクールかつドライな女性指揮官がイメージされたが、物語の路線変更に伴って正反対の性格となり、表情の調整などが行われた。また水星出身の出自とすることで、作中の分断された地球圏の社会構造を説明する役として機能させている。
ミオリネ・レンブラン (Miorine Rembran)
声 - Lynn
経営戦略科2年。学籍番号「LS001」。容姿端麗のみならず、経営戦略科トップの成績を収め、さらに専門外のメカニックやスポッターの基礎マニュアルを一読しただけで暗記するほど優れた頭脳をもつ。一方で不愛想で攻撃的な性格をしており、ホルダーの景品として自分を見る学園の人間たちに嫌悪感を抱いている。特に父親のデリングに対しては、自分の趣味から人間関係、進路に至るすべてを勝手に決められ、亡き母ノートレットさえも蔑ろにした経緯から「クソ親父」と憎悪し、その支配下から逃れるべく何度も学園から地球への逃亡を試みている。学園では特定の寮には所属せず、父が使っていた理事長室を占拠・改装してひとり暮らしをしているが、整頓は苦手で机回りなどはごみが散乱している。母が開発した「NR400アネシドラ」というトマト の栽培を心の癒しとしており、自室や学園の敷地に設置した温室で多数の株を育てている。他人が温室や植物たちに触れるのを非常に嫌うが、気を許した相手には収穫物を分け与えたりする。
スレッタとの初対面時は逃亡を邪魔した存在として辛辣に突き放すが、グエルとの決闘に勝利してからは父の呪縛から解放してくれた存在として認めるようになる。以降は弱気なスレッタを叱咤しつつも最大の理解者となり、スレッタが居住する地球寮の面々とも交流を深める。同時に、スレッタの「進めば二つ」の言葉を胸にデリングと向き合う姿勢を見せ始め、ペイル社の計略でスレッタが糾弾された際は頭を下げてまで出資を募り、株式会社ガンダムの設立に成功する。CEOとして業務にまい進するようになってからは、無自覚にスレッタを軽視する行動が増えて不信感を生む要因になるが、事情を知った後はプラント・クエタにて伝えてこなかった今までの感謝を伝え、和解する。しかし、直後に襲撃してきた「フォルドの夜明け」の構成員をスレッタが躊躇なく殺害する光景を目の当たりにし、助けてくれた事実には感謝しつつも、プロスペラの言葉に微塵も疑いをもたないスレッタを危惧する。その結果、総裁選への立候補とクワイエット・ゼロ計画の引き継ぎを条件にスレッタをプロスペラの計画に巻き込まないことを独断で決定し、グエルとの最後の決闘ではエアリアルを強制停止させることでスレッタを敗北させ、一方的に別離を宣言する。その後はアーシアンとの交渉のため地球のクイン・ハーバーへ向かうものの、プロスペラの陰謀で交渉が破談となり、帰還後の学園でもシャディクたちのクーデターやプロスペラの凶行で多数の犠牲者が出た状況に憔悴していく。しかし母親たちとの対話を決めたスレッタの決心を聞き、罪を背負ったまま進み続ける覚悟を決め、クワイエット・ゼロ阻止のために立ち上がる。クワイエット・ゼロに突入後は、ノートレットがトマトの遺伝子コードに隠していたメッセージをヒントに要塞の停止コードを起動させ、エリクトの覚醒後は地球圏全域へのデータストーム領域を通じて、ベネリットの解散とアーシアン救済を目的とした資産売却を宣言する。
3年後は、株式会社ガンダムの業務や宇宙と地球間の調停で多忙となるなかで、スレッタや学園の仲間たちとともに穏やかな生活を送って、そして、スレッタと正式に結婚してパートナーとなる。
企画当初は敵の親玉の愛人というポジションでキャラクター設定が行われたが、会社と学園とのシーンが分断されすぎてしまうことから変更され、脚本改稿が重なるうちに現在の立ち位置となった。デザイン原案では無口な女性のイメージで描かれており、モグモはアニメーターのおかげで表情豊かなデザインに発展したと語っている。

#### ジェターク寮
グエル・ジェターク (Guel Jeturk)
声 - 阿座上洋平、長谷川育美（幼少期）
パイロット科3年。学籍番号「KP001」。ジェターク社の御曹司で、寮のエースにして決闘委員会の筆頭。荒々しく熱くなりやすい性格であるが、パイロットおよび決闘者としては真摯で公正な一面をもち、将来のドミニコス隊入りを目指し鍛錬を重ねている。父親のヴィムには従順で頭が上がらず、そのことを指摘されると我を忘れて激昂する。
当初は26戦全勝のホルダーとして横暴にふるまっていたが、ミオリネへの狼藉をとがめたスレッタとの決闘で初敗北し陥落する。グループ掌握の野望を潰された父から叱責され、新型のダリルバルデとともに再決闘に臨むが、機体や戦場に細工してまで勝利を欲する父の姿勢に反発し、終盤に自身の技量のみで堂々と戦い惜敗する。決着後に健闘をたたえてくれたスレッタに感激し衝動的に求婚するが、即座に断られたうえ、周囲に冷やかされた恥ずかしさから求婚を撤回する。以降はスレッタを威圧しながらも気にかけるようになり、彼女を蔑ろにしたエランへの怒りから決闘を行うが敗北。ヴィムから支援の打ち切りと退寮を命じられて野外生活を強いられ、地球寮対グラスレー寮の決闘中に退学とジェタークの系列子会社への就職を言い渡される。退学後は父やラウダたちに黙って行方をくらまし、「ボブ」と名乗って輸送会社の下働きをしていたが、プラント・クエタへの道中に艦を「フォルドの夜明け」に占拠され、ほかの社員とともに拘束される。戦闘開始後は敵のデスルターを強奪してクエタにいるスレッタたちと合流しようとするが、ディランザ・ソルで襲い掛かってきたヴィムの命を誤って奪い、そのショックを抱えたまま「フォルドの夜明け」に拉致される。地球でのベネリット部隊と「フォルドの夜明け」の戦いで死んだ少女シーシアの最期を看取ったのち、経営危機となったジェターク社を立て直すべくアスティカシアに帰還する。再会したスレッタに自分を奮い立たせてくれた礼とともに、再度告白して断られることでけじめをつけるが、総裁選でジェターク社の支援を受けたいミオリネからスレッタとの3度目の決闘を要請され、父を誤って殺したトラウマに翻弄されながらもダリルバルデの意志拡張AIの補助やエアリアルの緊急停止にも助けられて辛くも勝利する。その後はアーシアンとの交渉を望むミオリネと地球へ向かうも、再会したセドの口からシャディクの暗躍を知り、ケナンジとともに学園に帰還。シャディクとの互いの乗機を破壊するほどの死闘のすえに勝利する。クワイエット・ゼロ戦直前では、引きこもるミオリネを説得しようとするスレッタに対し、フェンシングでの決闘を提案。勝負には敗北しながらも、ホルダーの地位を返上するかたちでスレッタを激励する。クワイエット・ゼロ戦では専用ディランザに乗って出撃し、暴走するラウダを身を挺して止める。
3年後も経営者として活動し、ベネリット解散後の学園の存続に貢献する。
デザインはライオンをイメージして威圧感や粗雑な印象を出す一方で、右目下のホクロや眉のデザインを調整することで、雄々しさと色気のバランス調整が行われた。
ラウダ・ニール (Lauda Neill)
声 - 大塚剛央、会沢紗弥（幼少期）
パイロット科3年。学籍番号「KP013」。グエルの異母弟で副寮長。グエルの退寮後は後任の寮長および決闘委員に就任する。感情的な兄とは対照的に冷静な性格であるが、スレッタには尊敬する兄を陥れたして強い敵対心と激情を向ける。
父から行方不明になったグエルの退学手続きを命じられても、兄の帰還を信じて黙殺していた。父の死後は後任のジェターク社CEOに選出され、退学前のランブルリングでスレッタへの復讐を果たそうとするが、乱入してきたソフィに襲われ重傷を負う。生還後も傷を押して業務に復帰するが、帰還したグエルとの再会に喜び経営権を譲渡する。ランブルリング事件で命を救ってくれたスレッタや地球寮に対しては、素直に礼を述べるまでに態度が軟化する。しかし、ノレアの攻撃でペトラが重体となり、グエルとシャディクの戦いでグエルが父を殺した事実を知ると、錯乱したすえにミオリネがすべての悲劇の原因であると激しく憎悪。ミオリネを直接殺すべく完成直後のシュバルゼッテでクワイエット・ゼロ戦に乱入し、止めに入ったグエルにさえも父を殺した事情を話してくれなかったと非難し刃を向ける。自身が「グエル・ジェターク」としてすべての罪を背負う覚悟でいたが、死の危険を省みず止めようとしたグエルの行動と説得によって正気を取り戻し、涙ながらに自身の行いを謝罪する。
3年後は、生還したペトラに寄り添い、グエルと仲良く会話する場面が描かれる。
フェルシー・ロロ (Felsi Rollo)
声 - 高田憂希
パイロット科2年。学籍番号「LP017」。グエルを慕う後輩の女子生徒。猪突猛進型な性格で、グエルにならってミオリネに見下した態度を取る。プラント・クエタ事件後はジェターク社の業務で多忙になったラウダの代理として決闘委員を務める。ノレアの無差別攻撃時は皆を守るためにディランザで出撃し、デミバーディングに乗るチュチュと共闘する。クワイエット・ゼロ戦ではスレッタたちに同行し、ラウダによって爆散寸前だったグエルのディランザに消火弾を撃ち込み救助する。
3年後は、カミルなど寮の仲間たちとともに学園で勤務している姿が描かれる。
ペトラ・イッタ (Petra Itta)
声 - 広瀬ゆうき
メカニック科2年。学籍番号「LM017」。フェルシーの相方である女子生徒。優等生タイプだがフェルシー同様ミオリネを軽んじている。ヴィムの死後はCEO代理となったラウダを支えるとともに、個人的な交際関係にもあったことが明かされる。ランブルリング事件後はラウダを救ったスレッタに感謝するとともに、ミオリネと別れ落ち込む彼女を気にかけるが、脱走したノレアの無差別攻撃で倒壊した校舎の下敷きとなり意識不明となる。
3年後は両脚を義体化しながらも生還し、ラウダともさらに親密になっている。
カミル・ケーシンク (Kamil Kaysink)
声 - 山下タイキ
メカニック科3年。学籍番号「KM048」。寮のチーフ・メカニックで、高い統率力でメンバーをまとめる。

#### ペイル寮
エラン・ケレス (Elan Ceres)
声 - 花江夏樹
パイロット科3年。学籍番号「KP002」。ペイル社が擁立するパイロットで、寮の筆頭にして決闘委員会所属。
物語の進行に従い、整形手術でオリジナルと同じ容姿と声をもつ強化人士が複数存在することが明かされ、表舞台では全員がひとりの人物として行動する。下記は登場順。
強化人士4号
物語開始時点でエランとして学園に在籍する強化人士。学園では人間嫌いな孤高の人物とされ、寮生や決闘委員会の面々にも心を開こうとしない。一方、一部の女子からはクールな容貌にちなんで「氷の君」と呼ばれ人気を集めている。GUNDフォーマットのデータストームに耐えうる身体強化を受けているが、機体とリンクする感覚を不快に思い、MSそのものを「自分にとっての呪い」と称して嫌悪する。自分の家族や誕生日といった過去の記憶をすべて失っており、実験体として酷使される自身の境遇を悲観している。
エアリアルを駆るスレッタが同じ強化人士かもしれないとの関心から、周囲が驚くほど積極的な交流のすえにスレッタの信頼を得る。やがてCEOたちからエアリアルの調査を命じられて実際にエアリアルに試乗するが、GUNDフォーマットの不快な感覚がないことからスレッタが自分とは違う存在だと気づき、自分にはないすべてに恵まれた彼女に嫉妬し拒絶する。この態度をとがめたグエルを挑発し、新型機ファラクトの試験を兼ねた決闘で圧勝。ペイル社から「本当の顔と市民ナンバーを与える」という報酬を提示され、ホルダーの称号とエアリアルを賭けてスレッタに決闘を挑むが、エアリアルの能力を解放した彼女に敗北する。決着後に自分の家族の記憶を取り戻し、スレッタとも和解するが、ペイル社に見限られ廃棄処分となる。
死後もその意識はエリクトと同じパーメット粒子の生体コードとしてクワイエット・ゼロのアーカイブ内に存在しており、エリクトのサルベージを試みるスレッタを励まし協力する。
デザインは不遇な境遇から儚く無機質なイメージで描かれており、グエルやシャディクとの並びも考慮して全体的に落ち着いた雰囲気に着地するよう配慮された。
本物のエラン・ケレス
ほかのエランたちのオリジナルとなった人物で、「ペイルグレード」トップの評価をもつ次期CEO候補。ニューゲンたちやベルメリアからは一定の敬意を払われており、小説版でも他者や地の文から「エランさま」と呼ばれる場面がある。 決闘でミオリネとの婚約権を得るために、自身の影武者である強化人士たちがホルダーとなることを望んでいる。
4号の廃棄処分後は自ら学生のエランとしてスレッタに接触し、CEOたちとともにエアリアルおよびシン・セー社を告発するための一芝居を打つが、ミオリネが株式会社ガンダムの設立を成功させたことで未遂に終わる。宇宙議会連合による強制介入騒動では、ベネリットを裏切ったニューゲンたちに同行する。クワイエット・ゼロ戦でベネリットの解散が宣言されると、すべてを失ったニューゲンたちを見限って社を退職。その後ブリオン社にヘッドハンティングされ、3年後ではグエルに協力して学園存続に貢献する一方で、セセリアからは実務を押し付けられた不満を漏らされる。
強化人士5号
4号の後任として学園に送り込まれた強化人士。無表情な4号と対照的に天使のような笑顔を見せる一方で、ニューゲンからは本物と同じくらい性格が悪いと評される。パイロットとしての力量も高いが、「死ぬのは御免」という理由からGUNDフォーマットの使用を避けようとする。
学園に着任後は仲間から驚かれるほどの明るいふるまいを見せ、スレッタには「君が変えた」と説明し距離を詰めていく。ミオリネから株式会社ガンダムのテスターとして雇われ、スレッタを篭絡したあとで穏便にエアリアルを獲得しようとするが、ランブルリングでの消極さをとがめたニューゲンたちから事実上の最後通牒を受ける。フロント管理社に押収されたエアリアルを直接奪おうとするが、機体内のエリクトの意思に拒絶され失敗。今度はスレッタ本人に機体を渡すよう強引に迫るが、居合わせたグエルに組み伏せられ断念する。一連の不始末でペイル社での居場所を失い、ニカたちが軟禁されているグラスレー寮の一室に転がり込む。軟禁生活のなかで、同じガンダムパイロットで死への恐怖を抱えるノレアに対して共感を抱き、彼女がソーンで学園を無差別攻撃した際は身を挺して説得を行うが、平静を取り戻した刹那に撃墜されるのを目撃し慟哭。ゴドイから逃れてきたベルメリアたちと地球寮生たちの前に現れ、スレッタにこれまでの謝罪と「エラン・ケレス」の秘密を暴露するとともに、「自分の逃亡を見逃す」「ガンダムには乗せない」という条件でクワイエット・ゼロ阻止に参加する。作戦中はミオリネたちの護衛を務め、停止コードを入力するまでの時間稼ぎをする。
3年後では、ノレアの遺品のスケッチブックに描かれた風景画を手がかりに、彼女の故郷を目指す旅に出ている。

#### グラスレー寮
シャディク・ゼネリ (Shaddiq Zenelli)
声 - 古川慎
パイロット科3年。学籍番号「KP003」。サリウスの養子で寮長。おもに立会人として決闘委員を務めるほか、会社では将来の幹部候補として数々の実績を上げている。パイロットとしても地球寮戦前の時点で決闘賭博1番人気であると同時に、寮対抗の団体戦では無敗を誇るほどの操縦技術をもつ。プライベートでは多くの女性たちと交際するなど余興同然に過ごす一方で、企業人としてはシビアで非合法な活動もいとわない。
養子となる以前は、グラスレーのアカデミーで「プリンス」と呼び称えられた半アーシアンの戦災孤児イエル・オグルとして育ち、同じアカデミー生であったサビーネたちパイロット科の女子5名とは同志の間柄である。自分のような孤児を生みだした戦争シェアリングを否定し、ベネリットの全資産をアーシアン側に移すことでスペーシアンとの力関係を拮抗させ、互いの抑止力による平和を実現させようと考えている。なお「プリンス」の呼び名は、協力関係にある宇宙議会連合や「フォルドの夜明け」に対するコードネームであると同時に、アーシアンに対する慈善活動家としての敬称でもある。
幼なじみのミオリネを隣で守りたいという密かな願望を抱いていたが、本人に直接伝える勇気が湧かず、やがて本心を隠しつつビジネスパートナーという立場で彼女に近づこうと探っていた。そのため、表向きはミオリネの婚約者たるホルダーの争奪戦には興味を示さず、さらに自分の野望に彼女を巻き込まないための配慮も行っていた。他人に本心を隠す気質はほかの人間関係においても同様で、相手の信用を得ることに長けている一方で、他人を信用せず自分で物事の処理にあたろうとする。
学園でさまざまな騒動の中心となるスレッタを「水星ちゃん」と親しく呼び、グエルやエランたちをかき乱す姿に興味を寄せる一方で、サリウスの命令でエアリアルと開発元のシン・セー社を探るべく暗躍し、取引相手の「フォルドの夜明け」と通じていたニカを使ってスレッタを監視する。義父とは違い事業としてのガンダムの可能性に期待しており、学園規則を改変して株式会社ガンダムの起業を妨害し、支援という名目で自分の用意した会社にミオリネたちを移籍させることで事業ごとミオリネを手中に収めようとする。これを拒み規則の改変停止を望むミオリネたちと集団決闘となるが、自軍のアンチドートを無効化したエアリアルの底力と地球寮メンバーの連携の前に敗北。ミオリネに「自分がホルダーとなって守りたかった」という本心を吐露し、潔く身を引く。
一方でもうひとつの望みであるベネリット掌握のためにさまざまな事件で暗躍し、サリウスを拉致することでグラスレーの実権を握り、ペイル社などグループ各社の支援も取り付けて次期総裁に立候補する。クイン・ハーバー事件の大罪人に仕立てられたミオリネを守れなかったとしてグエルを激しく憎悪し、自分たちアーシアンの不遇や世界の理不尽さをぶつけた本気の殺し合いを挑むが、地球で同じ理不尽を知ったグエルとの相打ちで乗機を破壊され拘束される。しかしこれは、ベネリットが秩序維持のためにスペーシアンをも犠牲にした事実を作ることで、議会連合による介入を促すための策でもあった。拘束後はサビーナたちの減刑と引き換えに、自身のこれまでの犯罪と議会連合との癒着の証拠を記した宣誓供述書をミオリネに提出。クワイエット・ゼロ戦終盤では、自身にはできなかったベネリット解散を成し遂げたミオリネの偉業を称賛する。
3年後では、本来関係のないクワイエット・ゼロ事件の罪もまとめて被ることで過去の所業へのけじめをつけ、面会したミオリネに別れを告げつつ公判へと向かう。
デザインはキャラクター設定をもとに余裕のある年齢感高めの雰囲気を出すことが意識され、完成していたグエルとエランとのバランスも見ながら仕上げまで行われた。
サビーナ・ファルディン (Sabina Fardin)
声 - 瀬戸麻沙美
パイロット科3年。学籍番号「KP014」。シャディクの右腕としてほかの寮生たちをまとめ上げる才女で、パイロットとしては寮内でシャディクに次ぐ実力をもつ。地球の出身でニカと同じく地球と宇宙の懸け橋になりたい夢をもつが、理想だけで現実は変わらないとの考えから、ほかの寮生とともにシャディクの非合法活動にもためらいなく従う。
シャディクの計画に協力した容疑でほかの女子たちとともに逮捕されるが、シャディクの嘆願で重刑は免れ、3年後は釈放された全員でミオリネに協力する場面が描かれる。
レネ・コスタ (Renee Costa)
声 - 鈴代紗弓
パイロット科2年。学籍番号「LP013」。快活な一方で、男女で腹黒く態度を使い分ける小悪魔気質。決闘賭博のオッズでは10番に位列される技量をもつ。「キープくん」と称するお気に入りの男子ファン複数人と交際しており、そのひとりのキープくん12号であるジョン・ヴァン・シモンズに恥をかかせたとしてリリッケを逆恨みしている。フェルシーとも仲が悪く、決闘委員の代理を務めた際は互いを罵倒し合う。
イリーシャ・プラノ (Ireesha Plano)
声 - 前川涼子
パイロット科2年。学籍番号「LP012」。気弱な心配性で、周囲からは「ほっとけない」と称される。メイジーとは性格が正反対ながらも仲がいい。
メイジー・メイ (Maisie May)
声 - 貫井柚佳
パイロット科2年。学籍番号「LP011」。人なつっこく、笑顔の絶えないポジティブ気質。
エナオ・ジャズ (Henao Jazz)
声 - 若山詩音
パイロット科3年。学籍番号「KP015」。第六感に長けた寡黙でミステリアスな人物。シャディクのミオリネに対する秘めた思いを認識しており、一見してミオリネに反発される態度を取るシャディクを「ヤマアラシ」と評する。

#### 地球寮
ニカ・ナナウラ (Nika Nanaura)
声 - 宮本侑芽、白石晴香（代役）
メカニック科2年。学籍番号「LM236」。メカ好きで、チュチュのデミトレーナーや寮のメカニック全般を手がける。温厚で争いを好まず、スペーシアンからの嫌がらせにも反抗することなくやり過ごす。チュチュからは「ニカ姉」と呼ばれ慕われている。
編入したてのスレッタともすぐに打ち解け、学園に拠り所のない彼女を地球寮へと誘う。揉め事の絶えないスレッタを裏から支え続け、ミオリネからは株式会社ガンダムを担う人材として期待される。その正体は、シャディクが派遣した「フォルドの夜明け」の連絡係であり、メカニックとしての技術は幼少時にやらされた機械の組み立て作業で習得したものであった。一方で、ほかの寮生たちに対しても本心から仲間意識を抱いており、裏切り者として彼らを追い詰めることに葛藤していく。プラント・クエタ襲撃事件では組織のコールサインでノレアを下がらせチュチュたちを守るが、ランブルリングの混乱でシャディクたちに囚われる。その後はグラスレー寮の一室にノレアや5号とともに監禁されるが、脱走したノレアによる学園襲撃の混乱に乗じて寮の仲間たちと合流し、これまでの謝罪を述べて和解。騒動が終結後に自首して罪を償ったのちに、「宇宙と地球の架け橋になる」という夢をかなえるため改めて自力で学校に通うと宣言する。クワイエット・ゼロ戦ではデミバーディングのバオリパックに同乗して要塞の潜入部隊に参加。
3年後では罪を清算したあとに就学の望みをかなえ、学業と並行してマルタンたちの業務を手伝う。
デザインはキャラクター設定を考慮して尖りがなく安心感を与えるように描かれつつ、その他のキャラクターに埋もれないようにインナーメッシュでアクセントを付ける工夫が行われている。
チュアチュリー・パンランチ (Chuatury Punlunch)
声 - 富田美憂
パイロット科1年。学籍番号「MP039」。桃色の髪を巨大な左右のシニヨンにまとめた少女で、スレッタが来る以前は寮唯一のパイロット。愛称は「チュチュ」で一人称は「あーし」。アーシアンを差別するスペーシアンに嫌悪感を抱いており、学園でのけんか騒ぎも辞さない激しい気性をもつ。ほかの地球寮生に対しても粗野で口汚い態度を取るが、これは仲間を思いやる心の裏返しでもある。入学の支援者である親代わりの採掘労働者たちから贈られたピンクのジャケットがお気に入りで、スペーシアンに舐められないようにするために大きめのサイズを着用している。予算が少ない寮の方針で乗機を遠距離戦狙撃仕様に調整しているが、自身の気質からビームライフルをそのまま鈍器にして格闘戦を行おうとする。
最初はスレッタをほかのスペーシアンと同列に考えていたが、自分と同じく故郷を背負う姿に認識を改め、実習中のスレッタに不当な妨害を行った女子生徒たちと乱闘したことがきっかけでスレッタの地球寮入りを認める。「寮では自分が先輩」という理由で「チュチュ先輩」と呼ぶようスレッタに要求しつつも、良好な友人関係を築いていく。ミオリネが株式会社ガンダム設立に地球寮を勝手に巻き込んだことに当初は反発するが、社の方針が軍事企業からGUND技術による再生医療に転換すると、故郷の過酷な労働環境で負傷した人たちの救済になるとして受け入れる。グラスレー寮との集団決闘では、開幕早々にシャディクのミカエリスに乗機を行動不能にさせられるが、最後は仲間のMSに支えられた長距離狙撃でミカエリスのアンテナを撃ち抜き勝利に貢献する。マルタンからニカの裏切りを知らされた際には激怒するが、戻ってきた彼女にすべてを話すよう告げる。
デザイン時は愛称の語感から連想されたネズミをもとにして、シニヨンなどが取り入れられた。ヘルメット装着時のシニヨンの収め方は公式アカウントでの公表時に話題となり、モグモも驚いたと語っている。
マルタン・アップモント (Martin Upmont)
声 - 榎木淳弥
経営戦略科3年。学籍番号「KS117」。寮長でありながら優柔不断で頼りなく、個性的な寮生たちに手を焼いている。スペーシアンからのいじめや突き上げにおびえつつ平穏に過ごそうとするが、スレッタやミオリネが持ち込んでくる騒動に巻き込まれ振り回される羽目にあう。
プラント・クエタで「フォルドの夜明け」を撤退させたニカに対して不信感を抱き、寮長としての責任感からフロント管理社に通報する。その後は事実を仲間たちに打ち明けられず苦悩するが、カウンセリングルームで懺悔する姿を見ていたセセリアに、厄介事に巻き込まれたくなかったという本心と取るべき行動を指摘されて反省。チュチュたちに真実を話すとともに、ニカと改めて向き合う覚悟を決める。クワイエット・ゼロ戦ではチュチュのデミバーディングに同乗して戦場に向かう。
ヌーノ・カルガン (Nuno Kargan)
声 - 畠中祐
メカニック科2年。学籍番号「LM238」。ソフトウェアに精通しているギーク。金にがめつい性格で、悪友のオジェロとともに決闘賭博に興じるほか、株式会社ガンダムが軍事企業化することに地球寮生の多くが反対するなかで、儲かればいいという理由から唯一賛成の立場を取る。
オジェロ・ギャベル (Ojelo Gabel)
声 - KENN
メカニック科2年。学籍番号「LM232」。陽気な黒人少年。ヌーノと同じく金銭への執着が強く、決闘賭博に生活費をつぎ込むギャンブラー。株式会社ガンダムの設立には給与目当てで賛同するが、地球を戦いに巻き込む片棒を担ぐのは嫌だという理由から軍事企業化には反対し、意見を違えたヌーノと一時対立する。
ティル・ネイス (Til Nys)
声 - 天﨑滉平
メカニック科3年。学籍番号「KM231」。寡黙ながらもほかの寮生を支える縁の下の力持ち。ニカと同じくスレッタには初対面から好意的な立場を取る。メカニックとしての技術だけでなく、株式会社ガンダムの社章をデザインしたり、グラスレー寮との集団決闘ではパイロットとして参加するなど多方面での器用さを発揮する。
リリッケ・カドカ・リパティ (Lilique Kadoka Lipati)
声 - 稲垣好
経営戦略科1年。学籍番号「MS119」。ふくよかな体型が特徴の朗らかな少女。恋愛話が大好きで自身も男子からの人気が高い。経営学も有能で、株式会社ガンダムの設立事務で活躍する。レネが付き合っていた男のひとりから食事を誘われ丁重に断ったが、男の心を弄んだとしてレネから一方的な恨みを抱かれ、グラスレー寮との集団決闘ではレネからの要求に応じて参加する。
アリヤ・マフヴァーシュ (Aliya Mahvash)
声 - 島袋美由利
メカニック科3年。学籍番号「KM237」。故郷仕込みの占いを得意とするマイペースな少女。故郷から寮に持ち込んだ家畜のヤクやヤギ、ニワトリを愛する。

#### ブリオン寮
セセリア・ドート (Secelia Dote)
声 - 山根綺
経営戦略科2年。学籍番号「LS026」。決闘委員会所属。皮肉や嫌味を言うことにかけて右に出る者はいないとされ、御三家出身の生徒に対しても物怖じしない度胸をもつ。その一方で決闘の承認や立会人などの委員会の責務をそつなくこなし、ニカを通報したことに罪悪感を感じてカウンセリングに訪れたマルタンに対して、荒療治ながらも的確なアドバイスを送るなど真面目な一面もある。
3年後はオリジナル・エランの秘書に就任し、学園存続に協力した恩を盾にグエルを煽り散らしている。
ロウジ・チャンテ (Rouji Chante)
声 - 佐藤元
メカニック科1年。学籍番号「MM054」。決闘委員会所属。モビルクラフトをはじめとする数々のメカに精通し、愛用のハロに自分で改造を施している。普段は感情が薄く無口で、会話をハロに代弁させることもある。
スレッタとプロスペラたちとの決戦では、クワイエット・ゼロへの興味から同行を希望し、オーバーライド対策のアイディアを提供する。また、ハロを使ってノートレットのトマトの遺伝子コードを解析し、ミオリネがクワイエット・ゼロの停止コードを導き出す一助となる。
3年後は地球寮の面々と同じ職場に就職し、チュチュから「クソスぺギーク」と罵られ衝突しながらも業務に励んでいる。

### ベネリットグループ / MS開発評議会
デリング・レンブラン (Delling Rembran)
声 - 内田直哉
「PROLOGUE」時点ではグラスレー社幹部。厳格で常に険しい表情を浮かべた元軍人。戦場での経験から人間を消耗品とする兵器の存在を忌避するようになり、それに該当しうるGUNDフォーマット技術の禁止を強硬に唱え、独断でドミニコス隊のフォールクヴァング襲撃に端を発するヴァナディース事変を引き起こす。
本編ではヴァナディース事変を収めた英雄として名声を得ており、ベネリット総裁に就任するとともにカテドラル統括やアスティカシア学園理事長を兼務する。業績不振な傘下企業は冷徹に切り捨て、ときには強権でルールさえも捻じ曲げて他者を従わせる方針から、グループ内外より命の危機にさらされている。その裏では、戦争シェアリングをコントロールしても秩序が戻らない戦場に憤りを抱いており、自ら葬り去ったガンダムを利用してでも亡き妻ノートレットの創案をもとにしたクワイエット・ゼロを完遂し、地球圏の政治・軍事・経済の掌握を目指す。
娘のミオリネに対しては常に非情に接するが、株式会社ガンダム設立をめぐる騒動では「ガンダムの呪い」の重さを忠告しつつも設立を承認し、定期的な事業報告を通じて公正かつ的確にミオリネを指導する。「フォルドの夜明け」によるプラント・クエタ襲撃では、ノートレットとの約束に従って崩れた外壁からミオリネをかばって脊髄を損傷し、意識不明の重体となるが、クワイエット・ゼロ戦直前に意識が回復。ミオリネたちによるクワイエット・ゼロ攻略の時間を稼ぐべく、議会連合に緊急特別総会の開催を要求する。
3年後では、サリウスとともにベネリットグループの旧経営陣に対する公聴会に出席している。
ラジャン・ザヒ (Rajan Zahi)
声 - 花輪英司
デリングの部下である元軍人。「PROLOGUE」ではユリシーズの艦長としてヴァナディース事変の指揮を執る。
本編ではデリングの側近としてカテドラルに所属している。デリングと同じく戦争の悲惨さを痛感しており、クワイエット・ゼロ計画の先にあるデリングの悲願も理解している。
ケナンジ・アベリー (Kenanji Avery)
声 - 上田燿司
ドミニコス隊に所属する軍人。「PROLOGUE」ではベギルベウのパイロットとしてヴァナディース事変に従軍し、ルブリス量産試作モデル2機を撃墜する戦果を挙げる。
本編ではパイロットを引退し、司令として艦隊を率いる。部下からパイロット時代の過去を疑われるほどの肥満体型となっているが、それを冗談の種にする余裕を見せる。
プラント・クエタを防衛するジェターク艦隊が担当宙域を離れていることを不審に感じ、結果として「フォルドの夜明け」による襲撃現場にいち早く駆けつける。クイン・ハーバーの会談では、ミオリネとグエルの護衛として使節団に同行する。その際、グエルとセドの会話からシャディクの暗躍を察知し、ミオリネを残して宇宙へと帰還。自らベギルペンデに搭乗し、部下たちとともに暴走するノレアの対処にあたる。クワイエット・ゼロ戦では、作戦におもむくスレッタたち学生を大人として守るべく協力する。
サリウス・ゼネリ (Sarius Zenelli)
声 - 斧アツシ
グラスレー社CEOで、MS開発評議会の一員。「PROLOGUE」の時点で老齢の身であり、21年後の本編では車椅子や杖、生命維持用の器具が欠かせない体になっている。デリング以上のガンダム排斥主義者であり、総裁就任後にガンダム禁止の方針を緩めつつあるデリングに不審感を抱いている。
エアリアルの騒動後はプロスペラたちシン・セー社の動向を探るべく、養子のシャディクに命じてアスティカシア学園内にも監視の根を伸ばす。さらにほかの御三家とも結託して、本格的なデリングの排除に動き出す。プラント・クエタ襲撃事件後はフォルドの夜明けに対する徹底抗戦を主導するが、ランブルリングの混乱の最中にシャディクの差し金で身柄を拘束される。シャディクの拘束後はドミニコス隊によって救助され、議会連合の強制介入による損害を最小限に抑えるべく、グラスレー社の切り捨てをミオリネに進言する。
ヴィム・ジェターク (Vim Jeturk)
声 - 金尾哲夫
「PROLOGUE」時点ではジェターク社CEOの息子で、MS開発評議会の一員。本編ではCEOの座を引き継ぎ、強い野心と剛腕ぶりで社をまとめ上げる。軍人出身でありながら総裁の座にいるデリングを疎んでおり、息子のグエルとミオリネと結婚させてデリングに接近し、彼を暗殺したのちに自身が総裁に成り代わろうともくろむ。グエルに対しては自分なりに親としての責任感を抱いているものの、本質的には駒や道具としてのあつかいであり、のちに彼の離反を招く。
グエルがスレッタにホルダーの座を奪われると計画を断念するが、プロスペラにそそのかされてグエルとスレッタの再決闘の場を設け、自社の新型ダリルバルデやさまざまな裏工作で万全の勝利を得ようと暗躍する。しかし、機体の不備やミオリネの妨害、グエルの予想外の反抗などの要因が重なり敗北を喫し、この結果を受けたスポンサーたちから融資を絞られる憂き目にあう。その後はペイル社の計によるエアリアルのガンダム疑惑再燃を利用してプロスペラに裏取引の再開を強制しようとするが、株式会社ガンダムの設立が成ったことで失敗に終わる。デリング暗殺は諦めておらず、サリウスやシャディクと結託してプラント・クエタにて作戦を実行するが、思慮の浅さから二人には最初から見限られており、裏切られて「フォルドの夜明け」の襲撃に巻き込まれる。その際は自らディランザ・ソルを駆って「フォルドの夜明け」を迎撃するも、敵のデスルターで宇宙に出たグエルと互いを知らぬまま戦い、最後は息子にとどめを刺されて乗機の爆発に吞まれ、命を落とす。
ニューゲン (Nugen)、カル (Kal)、ネボラ (Nevola)、ゴルネリ (Golnery)
声 - 勝生真沙子（ニューゲン）、小宮和枝（カル）、沢海陽子（ネボラ）、斉藤貴美子（ゴルネリ）
女性4人で構成されるペイル社共同CEO。データストームの逆流がないエアリアルの獲得を目的に、自社への多少の損害さえ気にせずスレッタたち株式会社ガンダムを陥れようとする。協力関係にあったシャディクが敗北すると宇宙議会連合側に鞍替えし、クワイエット・ゼロを大量破壊兵器計画と断じるなどしてベネリットを告発する。しかし、最終戦でのミオリネのベネリット解散宣言で会社の全資産を失うという事態にあい、3年後では4人で共同生活する場面が描かれる。
ベルメリア・ウィンストン (Belmeria Winston)
声 - 恒松あゆみ
ペイル社所属の女性研究者。プロスペラのヴァナディース時代の後輩研究員で、プロスペラからは「ベル」の愛称で呼ばれる。若いころはGUNDを用いた医療工学を志していたが、ヴァナディース事変後は生活のためにやむなくペイル社に入り、カルドから否定された自身の拡張神経理論を使った強化人士や、ファラクトの開発に携わっている。実験動物同然の扱いを受ける強化人士の姿には心を痛めているものの、5号やニカからはGUNDの理念を言い訳にしていると非難され、プロスペラからも「魔女」としての呪いと宿命を説かれ苦悩する。
エアリアルを欲するニューゲンたちから表向きの協力者として株式会社ガンダムに接触するよう命じられるが、自分の果たせなかった夢をかなえようとするスレッタやミオリネたちには本心から肩入れしており、自身の権限がおよぶ限りの便宜を図ろうとする。プラント・クエタでクワイエット・ゼロ計画の進行に携わっていたところにフェンとグストンの尋問を受け、直後のゴドイの銃撃からフェンに庇われるかたちで学園に逃れる。スレッタたち地球寮生にクワイエット・ゼロ計画の真相を語るとともに、非人道的な行為に加担していた自身の行為を涙ながらに謝罪し、クワイエット・ゼロの対策に加わる。要塞突入後、ケナンジから銃を渡された際は動揺するが、プロスペラに対し逡巡しつつも引き金を引き、ミオリネのコード入力を援護する。
プロスペラ・マーキュリー (Prospera Mercury)
声 - 能登麻美子
スレッタの母親で、シン・セー社CEOにしてエアリアルの開発責任者。水星の開拓事業で失った右腕を機械化し、仕事中はヘッドギア状の仮面を装着している。水星に来た当初は娘とともによそ者として差別を受けるが、苦労のすえに現地の信用を勝ち取り、本編の3年前に現職に就いた。
エアリアルをめぐる騒動により「魔女」としてベネリットやカテドラルの追及を受けるが、巧みな弁舌やヴィムを利用するなどの権謀術数で渡り合い、ミオリネによる株式会社ガンダムの起業によりエアリアルの存在を認めさせる。
その正体はヴァナディース機関の生き残りであるエルノラ・サマヤ。21年前に古巣を壊滅させたデリングを憎みその死すら願う一方で、エアリアルと同化したエリクトが生きられるデータストーム領域を拡大させるために、素性を明かしたうえでクワイエット・ゼロに必要なエアリアルの実働データを提供していた。スレッタには娘思いの母親として接しつつエアリアルでの決闘を促し、クワイエット・ゼロに必要かつエリクトが自由に動ける条件であるパーメットスコア8到達を待ち望んでいた。
エアリアルのスコア8到達後はスレッタに真実を告げ、平穏な学生生活を望む親としての情を見せながらも離別する。クイン・ハーバーに向かうベネリット使節団に随伴した際に、人知れずベネリットとアーシアンの武力衝突を煽るとともに、郊外のドックに隠されたオックス・アース社のルブリスたちを、エリクトを邪魔する存在として破壊する。宇宙に上がったあとはクワイエット・ゼロを起動させ、プラント・クエタから持ち去られた要塞のユニットがあると予想されるベネリットグループのフロントに向かう。クワイエット・ゼロ内部にミオリネらの突入を受けた際はそれを防ぐために単身向かうものの、強化人士5号の銃撃で倒されたうえに、コード入力で要塞の機能を停止される。実はこの時点でデータストーム汚染による身体機能の低下が進行しており、すでに下半身の感覚が麻痺しつつあったことが明らかとなる。大破したエアリアルを再度クワイエット・ゼロに接続するようスレッタに求めるが拒絶され、キャリバーンとの接続で生じたデータストーム空間を通じて再会した夫ナディムとヴァナディースの仲間たち、そして間違いだとしても進もうとする自身の姿を肯定したうえで、家族としてともにいたいと言うスレッタやエリクトに涙し復讐を断念する。
3年後は、頭髪の大部分が白くなり肉体もさらに衰えているが、復讐心からは解放されスレッタたちと穏やかな生活を送る。
初登場時は視聴者間でエルノラがプロスペラの過去の姿なのか、そのような誤解を誘うためのミスディレクションなのか、という正体の謎が話題となった。
ゴドイ・ハイマノ (Godoy Haimano)
声 - 青山穣
プロスペラの秘書兼ボディーガードであるひげ面の男性。寡黙な仕事人気質で、プロスペラのクワイエット・ゼロ計画の実現をサポートする。

### フォルドの夜明け
ナジ・ゲオル・ヒジャ (Naji Geor Hija)
声 - 楠大典
「フォルドの夜明け」のリーダー。シャディクからデリング暗殺の依頼を受けてプラント・クエタ襲撃を指揮するが、エアリアル改の介入やドミニコス隊の参戦を受けて部隊を撤退させる。
ソフィ・プロネ (Sophie Pulone)
声 - 井澤詩織
ガンダム・ルブリス・ウルのパイロット。自分の欲求のためなら暴力や命令違反も辞さず、MS戦だけでなく生身でも高い戦闘力を発揮する。乗機のデータストームによる苦痛をも自身の生を実感できるとして肯定し、嬉々として戦闘を続けようとする。拠点の子どもたちからはヒーロー同然に慕われよく遊んでいた。
株式会社ガンダムのPVや決闘の動画を見てスレッタとエアリアルに強い興味を抱き、水星のガンダム乗りであるスレッタを「お姉ちゃん」と呼び慕うようになる。プラント・クエタ襲撃事件後に諜報目的でノレアとともにアスティカシア学園に編入し、あこがれのスレッタに接近する。その際の学籍番号は「MP040」。やがてスレッタを自分の「本当の姉」とすることを画策し、ランブルリングでの決闘を利用してスレッタと交戦するが、エアリアルの高濃度データストームにさらされ死亡する。
ノレア・デュノク (Norea Du Noc)
声 - 悠木碧
ガンダム・ルブリス・ソーンのパイロット。相棒のソフィと比べて冷静な性格だが、内心にはスペーシアンへの強い憤りを抱いている。平時は風景画や生物の死骸の写生に興じるなど絵心がある。組織の連絡員であるニカに配慮する面もあるが、地球寮への未練が捨てられない彼女を辛辣に批判し恫喝する。学園編入時の学籍番号は「MP041」。
学園襲撃後はグラスレー寮に軟禁されるかたちで匿われる。パイロットとして似た境遇をもつ強化人士5号からは「ガンダムに乗って死にたくない」との本心を指摘され、激しく否定しながらも恐怖に押しつぶされ号泣する。クイン・ハーバーの惨劇を知るとスペーシアンへの憎悪が再燃し、部屋を脱走後にソーンとガンヴォルヴァで学園を無差別攻撃する。その姿に同情した5号の説得で平静を取り戻しかけるが、ドミニコス隊の狙撃を受け死亡する。
オルコット (Olcott)
声 - 三上哲
「フォルドの夜明け」のMS隊指揮官で、必要とあらば非情な判断も辞さない歴戦の勇士。その正体は、かつてのドミニコス隊員であったリドリック・クルーヘルで、当時の同僚であるケナンジからは「自分の正義のために上への反発も辞さない青臭い性格だった」と評価される。アーシアンのテロによって息子の命と自身の肉体の半分以上を失っており、GUND技術による義体で補った体を過去への戒めとしている。
プラント・クエタ襲撃時は部下たちとともに通信かく乱やソフィたちの援護を担当する。地球に撤退後は漂流していたグエルを利用価値ありとして捕虜にしていたが、シーシアを弔った後の彼の願いを聞き入れ、宇宙に帰還するまでの手助けをする。
ベッシ・エンリケ（Bessie Enrique）、グリスタン・ディンバリ（Gristan Dimbali）
声 - 坂泰斗（ベッシ）、佐々木義人（グリスタン）
オルコットとともにクエタ襲撃に参加したMS部隊の戦闘員たち。ベッシはオルコットに次ぐ実力で付き合いも長く、グリスタンは巨漢ながらも緻密な参謀役。二人とも地球帰還後にベネリット部隊の襲撃を受け戦死する。
フィリップ・クー（Phillip Koo）、マチェイ・ガオ（Machei Gao）、ジャリル・リ・ナランカ（Jalil Li Naranja）
声 - 濱岡敬祐（フィリップ）、近藤浩徳（マチェイ）、山口令悟（ジャリル）
組織の戦闘員たち。フィリップは拠点の妻子を思う実直な熱血漢、マチェイは装甲車の運転を担当する職人肌、ジャリルは若く経験の浅いお調子者。
拠点に現れたベネリット部隊の襲撃を受け全員死亡する。
シーシア（Seethia）
声 - 川井田夏海
特定復興計画地区に住む構成員の少女。任務中の父親の帰りを待ち続けている。
父の死を知らされ、代わりに連れてこられたグエルに無念と怒りをぶつける。ベネリット部隊の爆撃で瀕死の重傷を負い、グエルに助け出されるが間に合わず死亡する。
セド・ワンチェク（Sedo Wanchek）
声 - 藤原夏海
シーシアと同じ復興地区に住む臆病な少年。シーシアをそばで気にかけ、クイン・ハーバーで再会したグエルに死んだ彼女を弔ってくれたことを感謝する。自分たちアーシアンの支援者である「プリンス」のことを自慢したことがきっかけで、グエルたちはシャディクが一連の事件に関与していることを確信する。
3年後では、夢であった学校で授業を受ける場面が描かれる。

### 宇宙議会連合
フェン・ジュン (Feng Jun)
声 - 渡辺明乃
宇宙議会連合がベネリットグループを内偵するために派遣した女性諜報員。表向きは運び屋として働いており、地球逃亡のための船を手配した縁からミオリネとは顔見知り。連合の上層部がベネリットへの強引な介入を意図していると感じつつも、自身は戦いは避けるべきという信念をもって行動している。
ミオリネからは自分たちの正体を見抜かれながらも、ニカの消息とクワイエット・ゼロの真相を調べるという条件付きで密約を結ぶ。やがて規模外の資金移動があったシン・セー社に目星をつけ、プラント・クエタにいるベルメリアを尋問するが、近くに居合わせたゴドイに銃撃され、グストンにベルメリアを託す。
グストン・パーチェ (Guston Parche)
声 - 柳田淳一
フェンの部下で、腕利きの操舵士としてともに運び屋を営んでいる。
フェンからベルメリアを託されたあとはスレッタにキャリバーンへの搭乗とプロスペラの阻止を求める。フェンと同じく、心情的には上層部の強硬な方針に賛同しておらず、最終戦でのILTSの強行発射を止めようと意見する場面もある。

### ヴァナディース機関
エリクト・サマヤ (Ericht Samaya)
声 - 市ノ瀬加那
フォールクヴァングに暮らす4歳の少女。愛称は「エリィ」。自身の誕生日にフォールクヴァングがドミニコス隊の襲撃を受けた際、自身の生体コードがデータストームと完全に同調したことで、ルブリスの起動を成功させる。
本編では、過酷な水星の環境に肉体が耐えられず、母の手によって生体コードをルブリスに移されたことが判明する。詳細を知らないスレッタからは「カヴンの子」も含めて「みんな」と呼ばれるなど、漠然ながらも存在を認識されていた。はじめはスレッタの操縦がなければ自由に動けなかったが、パーメットスコアの上昇に従って意識が顕在化していき、エアリアルと戦った4号とソフィ、実際にエアリアルに乗った5号はデータストーム越しに存在を知覚する。エアリアルがパーメットスコア8に到達したあとは、スレッタに自分たちとの正体とクワイエット・ゼロ計画の目的を話し、プロスペラの計画にこれ以上巻き込まないために、スレッタに出生の真実を伝えたうえで離別する。クワイエット・ゼロ戦では自分たちを止めようとするスレッタと対峙するが、要塞の機能を掌握された直後に発射されたILTSの攻撃をエアリアルの大破と引き換えに防ぐ。そのままエアリアル内で意識を失っていたが、キャリバーン越しにクワイエット・ゼロと接続したスレッタの願いを受けて復活し、特大のデータストームを展開して事態収束に貢献する。そのままパーメット粒子化したエアリアルもろとも消滅するはずだったが、スレッタによって形成されたパーメット結晶に自身の生体情報を移動させることに成功し、スレッタのホッツさんに埋め込まれる。3年後は田舎の環境に不満を漏らしつつも家族で幸せな生活を送る。
正体が判明するまでは面影が似るスレッタとの関係が不明のまま進行し、次第に両者の齟齬が明かされていく。
エルノラ・サマヤ (Elnora Samaya)
声 - 能登麻美子
エリクトの母で、ルブリスのテストパイロット。かつてカルドによってGUNDの右腕を移植され、命を救われた過去をもつ。フォールクヴァング襲撃時はルブリスで出撃するが、ナディムから逃げるよう促され、娘とともに戦場を離脱する。
その後は正体を隠し、プロスペラ・マーキュリーとして活動する。
ナディム・サマヤ (Nadim Samaya)
声 - 土田大
エルノラの夫でエリクトの父。ルブリスの開発マネージャーとして、オックス社からヴァナディースに出向してきた。フォールクヴァング襲撃時はルブリス量産試作モデルに乗ってドミニコス隊を迎撃し、妻子を逃がすためベギルベウに特攻を仕掛けるが敗北。エリクトに向けたバースデーソング（ハッピーバースデートゥーユー）を歌いながらとどめを刺される。
本編の最終決戦終盤では、エリクトが発動したデータストーム空間を介した意識体として現れ、同じく死んだカルドやヴァナディースの仲間たちとともに、エルノラ（プロスペラ）に生きるよう諭す。
カルド・ナボ (Cardo Nabo)
声 - 一城みゆ希
ヴァナディース機関の代表。GUNDフォーマット理論の提唱者であり、自身もGUNDの左眼とヘッドギア型の補助装置を装着している。フォールクヴァング内に侵入してきたドミニコス隊の襲撃を受け死亡する。
ナイラ・バートラン (Nyla Bertran)
声 - 小島幸子
ヴァナディース機関の研究員。フォールクヴァング内に侵入してきたドミニコス隊からウェンディをかばって射殺される。
ウェンディ・オレント (Wendy Olent)
声 - 大地葉
エルノラの後輩研究員。殺されたナイラの仇を討とうと量産試作モデルでドミニコス隊を迎撃するが、ベギルベウのアンチドートで機体制御を奪われ敗死する。

## 登場メカ

### シン・セー社製MS
XVX-016 ガンダム・エアリアル
スレッタ・マーキュリーがアスティカシア学園にもち込んだMS。プロスペラがルブリスを素体に密造したガンダムであり、他社のMSと同じ規格でありながら、フレームやシステム群は整備を担当する地球寮の生徒が感嘆するほど革新性に優れる。一方でGUNDフォーマット特有のデータストームと搭乗者への負荷が見られないなどの謎も多く、株式会社ガンダムの設立前にベネリットグループの追及を受けた際は、「従来のパーメットリンクをもとにした、水星開発のための新型ドローン技術を用いたMS」と説明される。モニター表示や点滅でスレッタと意思疎通するなど自我を有する描写が見られたが、のちに機体本体にはエリクト・サマヤの生体コードが組み込まれていたことが明らかになる。またデータストームはガンビッドに生体情報として配された11人のリプリチャイルド「カヴンの子」に分散されており、高いパーメットスコアではエリクトたちと明確なコミュニケーションを取れることが判明する。
武装はヘッドビームバルカン2門、ビームブレイド発振機構と自立行動用バーニアスラスターを備えたビームライフル、バックパック左右に装備された近接戦用のビームサーベル2基、シールドおよびビットオンフォームから11基のビットステイヴに分離する多目的攻防プラットフォーム「エスカッシャン」。ビットをライフルに合体してロングバレル化することで、火力と射撃精度を向上させる。パーメットスコア6以上ではガンビットから発するデータストームを他機に干渉させることで、空間掌握や敵ドローン兵器の制御を奪うことも可能。
対ファラクト戦では、バックパックが地球寮チームがレストアしたミラソウル社製フライトユニットに換装され、フロント宙域外での高機動性と推進力が強化される。このユニットには左右のブースターがクランクアームを介して接続されており、各ブースター横に内蔵されている小型ノズルを展開することで、三次元高速起動に対応するハイマニューバモードとなる。なお、純正バックパックに装備されていたビームサーベルは、左右のブースター下部に移設される。
小説『ゆりかごの星』では、十数年の付き合いであるスレッタに対して友人あるいは保護者のような感情を抱いていることが描写される。そのためスレッタがデリングへの復讐に使われることには否定的だったが、彼女の前向きな姿に成長を感じ、アスティカシアへの編入に同意する。
デザインはモグモのイメージイラストを参考にしつつ、JNTHEDが小林の意見を反映して仕様を詰めるかたちで製作された。JNTHEDによると、コンペティションでは「ステレオタイプなファンタジーの魔女の要素を極力入れないように」との指示がされていたが、自身のなかにガンダムの基準が存在しなかったこともあり、あえて魔女の帽子のように頭上で浮遊するビットや箒を模した武装を設定して提出したと語っている。このほかにもデザインソースには中世の鎧が取り入れられており、魔女を護る騎士というイメージでプレートアーマーを意識した積層装甲が設定された。採用後は「辺境の地で作られた異端のMS」とのオーダーに沿うかたちで、初期稿の名残を残しつつ曲面の多様や装飾的なパーツが取り入れら、さらに強化された身体としてのニュアンスをもたせるためにマッシブかつ人体的なフォルムをもった重心の低いデザインに仕上げられた。
XVX-016RN ガンダム・エアリアル（改修型）
グラスレー寮との決闘により地球寮の設備と予算では対応しきれない損傷を負ったエアリアルを、シン・セー社がプラント・クエタで改装した姿。基本構造を維持しつつ外部装甲および装備類の刷新が行われ、改修前よりシェルユニットが露出した外見へと変化している。背面には専用オプションのフライトユニットが追加され、回転式展開翼により飛行時の旋回能力が向上している。
武装構成は改修前と変わらないが、ビームライフルはビットステイヴの接続なしにロングバレルモードへ伸長可能な新型に変更され、エスカッシャンおよび各ビットステイヴも形状が変更されている。さらにロングバレルモードのライフルは、両手持ちグリップを展開したうえで全ビットを接続した「ガンビットライフル」へと合体し、対艦級のビーム砲撃を可能とする。
デザインはいかり肩でより戦士的なシルエットにすることで、より正統派なガンダムにすることが意識された。
XGF-E3 ガンドノード
クワイエット・ゼロとエアリアルの護衛、およびデータストーム空間を増幅させるアンプシフターの役割を担うMS型ガンビット。シン・セー社の設計思想をもとに、デリングの手配によって秘密裏に量産化された。前大戦でのドローン技術の発展型とも呼べる機体であり、GUNDフォーマットに頼らないAIによる自律行動も可能。その運用目的から有人機よりもシェルユニットの比率が多く、背部バインダーはデータストーム空間構築用の「アンプリフィアシェルユニット」が内蔵されており、水平状態から上方に展開することでネットワーク構築を行う。戦闘面でも強力な一方で重力下運用を想定しておらず、腕部マニピュレーターは単純なバイス形状、足首も着陸・歩行に適さない形状になっている。実戦では、複数機で構築したデータストーム空間で巨大な防御障壁を展開したり、空間内で停止した敵に集中砲火を浴びせる戦術を取るほか、オプションのアーマーパックを装着したモビルアーマー的な運用もなされる。
武装は、バレルを回転することでロングレンジ対応の単発式ビームライフルモードと速射型のビームマシンガンモードに切替可能な「ビームレヴライフル」、両腕の手甲部分から発生する高出力の格闘用ビームブレード2基、アーマーパック付属のガンビット計4基とビームサーベル内蔵式格闘用アーム4本。

### オックス・アース社製MS
XGF-02 ガンダム・ルブリス
「PROLOGUE」に登場。フォールクヴァングでテストされていた次世代型GUND-ARMの原型機。開発コードは「LF-03」で、テストパイロットはエルノラ・サマヤ。ヴァナディース事変ではエリクト・サマヤも同乗し、彼女の生体コードと完全な同調を果たす。
武装は、頭部のビームバルカン2門、銃口から巨大なビームブレイドを発振可能な速射型ビーム砲「レシーバーガン」、バックパック左右に装備されたビームサーベル2基、ビットオンフォームから7基のビットステイヴに分離可能な盾「コンポガンビットシールド」。ビット2基をレシーバーガンの前後に装着することで、高出力ビームの発射が可能な「ガンビットライフル」へと強化される。
JNTHEDによると機体名はガンダールヴルに由来するが、本来はエアリアルの名称として提案したものであり、もともとは先祖のローマ字を逆に読んだ「オズネス (OZNES) 」が提案されていた。正式なデザインはこれまでのファンが慣れ親しんできたMS的なディテールをもつ機体にすることが意識され、機械として必然性のある要素で構成される。
XGF-01 ガンダム・ルブリス 量産試作モデル
ルブリスの量産試作機。青緑系の機体色やブレードアンテナを除去した頭部、バックパックなどの違いがある。武装はルブリスと同型のビームバルカン、GUNDフォーマット由来の高精度射撃が可能なビームライフル、背部左右の大型ランチャーに計20基内蔵された爆雷型ガンビット「キローニアン」。キローニアンは、攻撃対象に直接吸着させて爆破する用法もなされる。
「PROLOGUE」ではフォールクヴァングでテストされていた2機をはじめとする複数機がオックス・アース社に納入されたが、ヴァナディース事変でその多くが処分される。しかし宇宙議会連合の庇護を受けたオックス・アース社の残党勢力によって相当数が残存しており、GUNDフォーマットのコンポーネントのみを流用したウルやソーン、ガンヴォルヴァが開発される。本編では、クイン・ハーバー近郊の地下施設に10機以上が保管されていたが、プロスペラが搭乗するエアリアルの攻撃で施設ごと破壊される。
EDM-GA-01 ガンダム・ルブリス・ウル
ソフィ・プロネの搭乗機。量産試作モデルの基本コンポーネントを流用しつつ、外装の大部分やフレームを大型の新規品に変更している。特に短期決戦において通常の戦闘特化型以上の性能強化が行われ、高い出力平均値を誇る。武装は、ガンシールドと大容量バッテリータンクを一体化した4連式ビームガトリングガン、ガンシールド裏のビームサーベル2基、両肩部のビームバルカン2門、背部左側の高指向性大出力ビーム砲「フェーズドアレイキャノン」。フェーズドアレイキャノンは高パーメットスコア時に扇状に展開し、ガンヴォルヴァ操作用の送信機としても機能する。プラント・クエタ襲撃時はソーンとともに使い捨ての大型ビーム切断ユニットを装備する。「フォルドの夜明け」に提供され数々の作戦行動に参加、アンチドートをスコア4で打ち破りベギルペンデ4機を単機で撃破するなど高い性能を見せる。エアリアルのデータストームにより操縦者であるソフィの死亡後は機体ごと回収され、兄弟機のソーンとともにグラスレー寮のドックに秘匿される。後に学園で暴走したノレアを抑えるべく強化人士5号が搭乗し、ノレアの死後は一時的にガンヴォルヴァを機動させ宇宙に飛び出すも、放棄され回収される。
EDM-GA-02 ガンダム・ルブリス・ソーン
ノレア・デュノクの搭乗機。ウルと同様に量産試作モデルのコンポーネントを流用した兄弟機。広域制圧やバックアップを主体とし、特徴的な長い腕部と短い脚部の採用により高度な戦闘機動への耐久性と安定した重心を獲得している。武装は、大容量バッテリータンクと高効率の排熱機構を採用し、拡散力の強いビームを放つ「ビームディフューズガン」、回転式の前腕ブロックから直接刀身を形成するビームサーベルユニット2基、左腕のシールド、ウルと同型の背部フェーズドアレイキャノン。作中ではウルと数々の作戦行動を行い多大な戦果を挙げる。スペーシアンへの憎悪に取りつかれたノレアにより学園を無差別に破壊しながらドミニコス隊と交戦、強化人士5号の説得で活動を停止した隙をついてベギルペンデによりコックピックを撃ち抜かれ墜落、機体は回収される。
EDM-GB ガンヴォルヴァ
量産試作モデルをベースとするMS型ガンビット。コックピットの代わりにGUNDフォーマットの受信に特化したコンポーネントが搭載されており、複数機での同時運用が可能。
ランブルリング襲撃時にウルとソーンのオプション装備として6機が投入されて破壊活動を行うが、ソフィの死亡と同時に機能を停止。残存機はウルやソーンとともにグラスレー寮の秘密格納庫内に収納されるが、シャディクとグエルの交戦の混乱で解放されたノレアのソーンに操られ、学園で再度の無差別大量虐殺を起こす。ノレアの死後は激高した5号のウルに操作権が移り再起動するが、ウルがドミニコス隊に捕縛された時点で機能停止状態で放置される。
武装は、実戦用の出力と取り回しを両立させた小型ビームカービン、ビームサーベル2基、カービンの予備マガジン2基とサーベルを懸架可能なシールド。　
X-EX01 ガンダム・キャリバーン
GUND-ARMの性能限界値の追及を目的とした試作機。ヴァナディース事変で宇宙議会連合に押収保管されたが、クワイエット・ゼロ対策として封印を解かれ、エリクトのリプリチャイルドでデータストーム耐性が高いスレッタに与えられる。
機体名は「化け物」を意味し、データストーム軽減用のフィルターを廃止することで他機より高いパーメットスコアを発揮する。シェルユニットはルブリス系とは制御方式の異なるタイプを搭載しているほか、脚部はつま先とかかとを密着させることで宇宙用の姿勢制御ユニットの機能に特化させる「ハイマニューバモード」を採用している。一方でMSのパフォーマンスと引き換えにパイロットの生命保護を無視した極端な設計から、一定スコア内であれば最小限の負荷で運用可能なルブリスとの競合に敗北し、開発記録も抹消された。
武装は、頭部ビームバルカン2門、機体の追加推進器を兼ねる「クアドラ・スラスター」4基を備えた長尺の大型火器「バリアブルロッドライフル」、バックパック上部のビームサーベル2基。戦闘終盤では、スレッタに呼応したエリクトの意思で大破したエアリアル改のビットステイヴと合体し、ほかのガンダムとともに広大なデータストーム領域を展開する。
デザイン時はエアリアルよりもシェルユニット容量が大きいこと、高機動ブースターを兼ねる大型ライフルと高速戦闘特化のスラスターを装備することが指定された。またほかのMSでは避けられていた魔女要素だったが、デザイン時に小林から「箒を連想させるライフルを登場させたい」とする提案があり、バリアブルロッドライフルに取り入れられた。

### ジェターク社製MS
MD-0031 ディランザ
ジェターク社を代表する汎用MS。各要素を足し引きしながらバランスを調整する通常の設計思想ではなく、積極的な要素の追加で不足を補う「累加による普遍性」という力業的思想で性能を調和させている。高いパワーと重装甲によって一定の優位性を確保しつつ、大型化で生じる機動性の低下は、推進器の容量拡大とホバーユニットの追加で対処している。学園仕様の機体は30パーセント減の出力制限が掛けられているが、OSにプログラムを入力することで解除することができる。
武装は、バースト射撃など複数のモードに対応したジェターク社製MS共用のカートリッジ式ビームライフル、幅広の刀身を形成する接近戦用のビームトーチ、胸部左右に固定装備された速射性に優れた牽制用のビームバルカン2門、左肩に装着されたウェポンドッグ兼用の肩部シールド。シールドは両肩にも装着可能で、形状にも複数の種類がある。
デザインを担当した形部一平によると、頭部アンテナは旗がモチーフで、決闘で折られたときの見た目を踏まえてデザインされている。
MD-0032G ディランザ グエル専用機
グエル・ジェタークの操縦特性と意向が反映された専用機。頭部の羽飾り付きの大型アンテナとバックパック上部にある尾翼パーツ、華美なマゼンタで塗られた機体色など、グエルの自信の表れとも取れる意匠をもつ。
物語序盤にエアリアルとの決闘で破壊されるが、クワイエット・ゼロ戦にて羽飾りを外した状態で復帰し、乱入してきたシュバルゼッテとの戦闘で再度破壊される。
専用武装は、収束率の高い十文字状のビーム刃を先端から発生させて広範囲を攻撃可能なビームパルチザンと、打突にも転用される両肩のスパイクシールド。
デザインを担当した形部によると、アンテナはトロフィーがモチーフで、エアリアルの最初の決闘相手として登場し、折られてホルダーの称号を移譲する役回りを踏まえたデザインとなっている。
MD-0031L ディランザ ラウダ専用機
ラウダ・ニールの操縦特性が反映された専用機。機体色は一般機と同一だが、頭部アンテナ先端が二股に分岐し、バックパック上部にはグエル機よりも小型の尾翼パーツが1枚取り付けられている。
専用武装は、刃部分を盾として転用可能なオプション装備の大型ヒートアックスと、両肩に装備された専用円形シールド2枚。
デザインを担当した形部によると、頭部アンテナは乗用車のボンネットマスコットがモチーフとされる。
MD-0031UL ディランザ・ソル
ディランザの実戦仕様機。エネルギーパックへの交換・装填によって出力制限は解除されており、軍用レーダーシステムを追加した専用の頭部や装備類も相まって、総合性能は学園仕様機を大きく凌駕する。
武装は通常機と共通のものだが、スペック制限のない実戦仕様となっている。このほかオプションとして、長砲身化したバレル下部にビームバヨネッタ（銃剣）を付けたビームライフル、通常機よりも耐弾・耐爆性能を高めた両肩の大型シールド、自動追尾式子弾計16発を装填した背部HCミサイルランチャー6基をオプションとして備える。
MD-0064 ダリルバルデ
次世代型ドローン兵器の運用を前提とした第5世代実証機。スレッタとの再決闘に確実に勝利しようとするヴィムの意向でグエルに与えられる。禁止されたGUNDフォーマットに替わる意思拡張AIを用いたMSの正当進化形として開発されており、手足自体をドローン兵器とすることで操作感覚の整合性が図られている。AIは過去の戦闘データからの予測をもとに機体や各ドローンを自律行動するようプログラムされているが、初投入時は陽動に釣られるなど未完成であり、ヴィムに反発したグエルの意志で強制停止させられる。
武装は、錨状のビームアンカーと爪状のビームクナイに分割可能な「ビームジャベリン」、前腕が分離するAタイプ2基と背部装着のBタイプ2基で構成される攻撃用ドローン「イーシュヴァラ」、両肩のシールド型防御用ドローン「アンビカー」2基、有線射出した足首の爪で敵を拘束後に電撃を見舞う「シャクルクロウ」2基、ディランザと同規格の頭部ビームバルカン2門、両膝のニークラッシャーより射出されるマイクロ機雷「ペレットマイン」8門。イーシュヴァラAタイプはアンカーとクナイを保持した状態で使用され、Bタイプは内蔵されたビーム砲兼ビームサーベルで遠近に対応するほか、Aタイプに替わって上腕部と連結することでサーベルの出力が最大化される。
エアリアル改との決闘以降は、イーシュヴァラBが内蔵式ワイヤーで拘束した敵機もろとも自爆する機能が追加された「グスサー・イーシュヴァラ」4基が、アンビカーはスラスターの大容量化によって増加推進装置としての機能を高めた大型の「ダヤ・アンビカー」に換装される。携行武装には、通常弾用と散弾用の二つの銃口をもつ「ビームショットライフル」と、実体の刀身に沿ってビーム刃を発生するビームカタナと鍔部分のビームガンを複合した「ガンブレイド」を新たに装備する。この2つは単独で使用可能だが、通常時は折りたたんだガンブレイドをライフル下部に連結した「コンポジットアームズ」として使用される。
MD-0021 デスルター
ディランザの前世代機。旧型ながらも総合的なバランスに優れ、「人間（パイロット）をソフトウェアとして機体と密接化する」という他メーカーの潮流とは異なる、あくまで「パイロットの能力を問わないハードウェアとしての実戦性能」を重視した開発当時のジェターク社の方向性が反映されている。プラント・クエタ襲撃時にジェターク社の関与を匂わせる目的で、シャディクが使用禁止の実体弾装備や隠密用の改修を施した仕様の機体を「フォルドの夜明け」に提供する。
武装は胸部の140mmバルカン砲2門、単射と速射の切り替えが行える100mm口径のアサルトライフル、両腕の手甲部からスライド展開する格闘用ヒートナイフ、裏面にライフルのマガジンを懸架可能な左肩部のシールド。この他にオプション兵装として、ミサイルを射出する大型の無反動砲ベルタブラードR3と通信妨害ドローン「コンジャムポッド」28基（4×7列）を内蔵したコンテナからなるA装備、強襲要員を乗せた「トゥループランドセル」からなるB装備、右肩に3連装グレネードランチャーを追加するC装備がある。オルコットはC装備に搭乗する。なお、指揮官機（オルコット機）のシールド下部には黄色のラインが入っている。
MDX-0003 ガンダム・シュバルゼッテ
「AIによる柔軟かつ適応性に優れた高次機動の再現」を目的としたダリルバルデの後継機「シュバルゼッテ」から発展した次世代コンセプトモデル。操縦系統の問題で開発が一時凍結されていたが、シン・セー社からGUNDフォーマット技術の供与を受けることでガンダムとして新生する。ヴィムの生存時は存在が秘匿され、グエルがCEOを継いだ時期にプロスペラの提案で株式会社ガンダムとの共同開発という名目で売り出すよう提案されるが、ヴィムの死の真相を知り錯乱したラウダによって持ち出され、クワイエット・ゼロ戦中にあったグエルのディランザと交戦する。
武装は、接近戦用のビームブレイド、両前腕の回転弾倉式炸裂弾発射装置、エアリアルのエスカッシャンを参考にした大型の攻撃用4基と小型の防御用2基のビットステイヴからなる多目的攻防プラットフォーム「ガーディアン」。各ビットはビームブレイドの鞘のように合体した「ガーディアン・シース」を基本形態とし、攻撃用ビット先端の砲門を用いたビームガトリング、防御用ビットから展開する電磁バリア、全ビットの出力を開放させた全方位攻撃「オムニ・アジマス・レーザー」といった多彩な運用が可能。さらに、攻撃用ビットのビーム射撃と防御用ビットのピンポイントバリアを組み合わせつつビームブレイドで複合的に攻撃を行う「ガーディアン・ドロウ」、各ビットを機体各所のハードポイントに接続して攻防能力と急速補給を両立した「ガーディアン・マリオネット」という独自のガンビットフォームをもつ。
デザインした形部一平は、「盾」のエアリアルに対する「剣」のイメージを乗せてビットの仕様を決めたと語っている。またHGプラモデルでは、劇中と違った装着も可能な自由度かあると述べている。

### ペイル社製MS
FP/A-77 ガンダム・ファラクト
エラン・ケレスに扮した強化人士たちが搭乗するペイル社製ガンダム。黒いザウォートを思わせる飛行型MSで、両肩の新型大推力ユニット「ブラストブースター」とGUNDフォーマットによる高次の慣性制御を併用することで、重力下でも宇宙と変わらない3次元戦闘を行うことができる。両足は「ビークフット」と呼ばれる鳥の嘴のような形状となっており、飛行時はつま先立ちのように収納される。
武装は、頭部のビームバルカン2門、GUNDフォーマットによる知覚リンク機能を有した安定性重視の専用ライフル「ビームアルケビュース」、前腕装甲内に収納されたビームサーベル2基、ビークフットの裏側に内蔵されたビーム砲2門、バックブースター側面裏に格納されるガンビット「コラキ」一対4組。コラキは一対間でスタン性の電磁ビームを発生し、照射箇所の機能を一時的に停止させる。実戦では電磁ビームを網目状に展開して敵を捕縛し、高速機動しつつ多方向から狙撃を行う戦術を取る。5号がランブルリングで搭乗した際は、アルケビュースに代わる中-近距離用の携行火器「ビームカリヴァ」2挺を装備。アルケビュースとの同時運用も想定して両腰に懸架した状態での発砲が可能なほか、2挺を前後に連結することで、火力と速射性に優れた中-長距離用の「ビームマスケット」となる。
F/D-19 ザウォート
ペイル社の汎用量産機。強化人士4号がファラクトの配備前に搭乗したほか、地球寮対グラスレー寮の集団決闘ではミオリネの要請を受けたベルメリアから4機が地球寮に提供される。
機体単独での飛行を実現するために背面と脚部に「トリゴナルスラスター」を配置し、航空機を参考に軽量かつ空力重視の形状と装備でまとめられている。背部左右には各種オプションを装着可能で、標準では飛行性能と航続距離を向上させる「ベクタードブースター」を装着する。一方、中-長距離からの戦いを想定して重量化や空力阻害となる防御兵装を装備しておらず、敵機からの攻撃には距離を取ったうえでの回避行動が推奨される。
武装は短銃身ながら長距離の高収束射撃に対応した流線形状のビームガン、両前腕に装備されたビームサーベル2基。オプションとして手持ち式の3連装ビーム砲2基、背部に2連装ビームキャノンを2基追加した「重武装装備」も存在する。
F/D-20 ザウォート・ヘヴィ
ザウォートの実戦仕様機。使用部品のグレード向上や関節部の防塵処理がなされた結果、飛行の安定化と重武装に対応した積載量の増加を達成している。
武装はグレネードランチャー付きの延長バレルを追加したバッテリーマガジン式ロングビームガン、バックパック右のビームキャノンと左の4連式対機動ミサイルランチャー、両前腕のビームサーベル2基、頭部に増設されたビームバルカン2門。バックパックに通常機と同じベクタードブースターを装着した高機動型も存在する。

### グラスレー社製MS
CEK-040 ベギルベウ
「PROLOGUE」に登場。グラスレー社の開発ラインのひとつ「CEライン」で製造された第3世代の高性能機。ドミニコス隊のケナンジ・アベリーが搭乗し、ヴァナディース事変での対ガンダム用に投入される。従来のMSの基本構造を踏襲しつつ、各所にA.S.101時点の最新技術が導入されている。背部には大型のマルチセンサーが組み込まれた宇宙航行用フライトユニットが装着され、機体の強制冷却時などに一部が展開される。フットユニットの先端には格闘武器としても使用される折りたたみ式の鉤爪を備えている。
武装は、2連装のビームガンユニットと実体刃のソードユニットで構成される両腕の「ベイオネット」、アンチドートを行う非運動エフェクターを搭載したフライトユニット左右の有線式遠隔操作端末「ノンキネティックポッド」。
CEK-077 ベギルペンデ
ベギルベウの後継機。CEラインに時代基準の改良を加えたグレードK直系の最新機種で、グラスレー社のフラグシップ機となりうる性能を有する。ドミニコス隊などに配備された実戦仕様はほぼ紫一色で、対地球寮戦に供給されたグラスレー寮仕様は一部が赤く塗装されている。外形はベギルベウとほぼ同じであるが、頭部センサーがドーム状のキャノピーとなり、グラスレー寮の機体には後頭部にはアンテナが追加されている。バックパックには大容量の単発式スラスターと2基の補助型アンチドートが装備され、ジャミング時はユニットが上部に起立し、先端がスライド展開する。
武装は、大容量エネルギータンクとツインセンサーで継戦能力と命中精度を高めた専用ビームライフル、スライド展開式のアンチドートユニットと有線式の遠隔操作機能を備えた大型シールド「ノンキネティックシールド」、シールド裏に収納されるビームサーベル。ソーン撃破任務に就いたドミニコス隊機は、狙撃用のロングビームライフルを使用する。
CCP-068 ハイングラ
「PROLOGUE」に登場。グラスレー社の標準OS「ハイン」を基幹とした汎用機群「ハインシリーズ」のうち、第2世代機用の開発ラインを通じて生産されたグレードP初の第3世代機。複数での連携を主体とするシリーズ内ではより戦闘に特化した機体であり、ヴァナディース事変におけるベギルベウの随伴機としてドミニコス隊に配備される。
武装は、ハインシリーズ用火器の基礎となる新型バッテリーカートリッジ採用型ビームライフル、バックパック左右のグラスレー社標準規格型ビームサーベル2基、GUND対応型スウォーム兵器対策として射角可変式のビーム機関砲4門を内蔵した左腕部シールド。
CFP-010 ハインドリー
ハイングラの正統後継機にして、ハインシリーズの最新機種。シリーズの設計理念を踏襲しつつ、より広範な戦場に対応した性能を有している。ボール状の中型スラスター3基がY字状に配置されたバックパックを装着し、両肩と足裏のスラスターを併用することで優れた姿勢制御能力を発揮する。
武装は、小型ラウンドシールド裏にビームハンドガンと電磁射出式のランスが組み込まれた右腕の複合装備「ランタンシールド」、攻撃を受け流すことに適した形状と可動式マウントアームを有した左腕のラウンドシールド。
CFP-013 ハインドリー・シュトルム
ハイングラのデータを反映させた第4世代型実戦仕様機。ベネリット部隊やドミニコス隊に配備されるほか、インキュベーションパーティーのグラスレー社ブースに橙色の機体が展示されている。中・長距離戦を主体としており、外装や腰部スラスターにはハイングラの実戦規格品のアップデート版が採用されている。
武装は、新型ロングバレルと学園仕様の3倍の容量のバッテリーを装着したビームライフル、バックパック左側のビームキャノン、右側の収束率向上型ビームサーベル、ハイングラ用をベースに内蔵火器を撤去して軽量化したシールド。
CFK-029 ミカエリス
「CFライン」で製造された新型アンチドート搭載機。サリウスの計らいでシャディク・ゼネリに与えられ、地球寮との決闘ではグラスレー寮側の大将機を務める。マニピュレーターを排した右腕にアンチドートデバイスや固定装備を集約することで、汎用性の低下と引き換えに機動性と攻撃力を高め、妨害に至るまでの戦術優位性を追及している。
主武装である右腕の複合装備「ビームブレイサー」は、アンチドートデバイスやビーム発振器を内蔵したフレームとシールドコーティングが施された4枚のプレートで構成され、ビームサーベル、ビームキャノン、ビームマシンガンの各モードへの変形に加えて、分離したユニットを有線操作することも可能。左腕にはビームサーベル内蔵のショートシールドが備えられ、おもにビームブレイサー側との二刀流スタイルで使用される。ダリルバルデとの戦闘では、有線式の射出機能をもつ刺突用兵器「ドリルジャベリン」、ビームマシンガンを内蔵したショートシールド「ストライクブレイス」、展開式ダガーナイフを組み合わせた「ジャベリンブレイサー」を左腕に追加装備する。

### ブリオン社製MS
MSJ-121 デミトレーナー
アスティカシア学園内で広く普及している訓練機。余分な要素を削減することで高い操縦性と整備性を有し、さらに基礎的な知識さえあれば改造も容易なほどの拡張性も備えている。学園では初めてMSを学ぶ際の最適な教材として推奨されており、もっとも慣れ親しんだMSとして本機を挙げる生徒も多い。継続的な年次改良が行われており、外見の変化こそないが初期型と最新型とでは大きな性能差がある。
特徴として「デダラス」と呼ばれる共通規格のマルチツールシステムを採用しており、携行用のハンドグリップに各種パーツをブロック単位で組み替えて装備を作り上げたり、三本指式のマニピュレーターを交換して直接腕に接続する装備もある。決闘で使用する際は、「相手のアンテナを折る」という勝利条件に対応したオプションのスタッフアンテナを頭部に装着する。頭部自体もさまざまなタイプに交換できるよう取り外しやすい構造となっており、転倒などでコックピットハッチが開かない場合は、頭部を排除してパイロットを救出できるようになっている。腰部フロントスカートは水平に展開し、コックピットへの昇降や整備用の足場となる。足裏には車輪駆動で地表を滑走するウィルダッシュ機構が組み込まれている。
基本武装は、学園内での使用を前提に弱装化された指定品のビームガン、取り回しのいい格闘訓練用のサーベルスティックや切断作業にも使えるコンバットナイフ、標準的な耐ビーム・耐衝撃性能をもつ中型シールド。デダラスに対応した武装としては、腰部前面のアームユニットで支持される大型ビームライフルや4連バレル式のガトリング、ハンドグリップと腕部のどちらにも装着可能な4連装ミサイルランチャーがある。さらにサーキュラーソーやハンマードリルといった工具類も用意されている。
MSJ-105CC デミトレーナー チュチュ専用機
経済的事情で新型を導入できない地球寮が、チュアチュリー・パンランチの搭乗する最初期型を改造する「プロジェクト・チュチュ」のもとに完成させた機体。勝利する最善策として、射撃を活かした一撃離脱戦に重点を置いており、脚部を中心に加減速性能が強化されている。両すね側面には推力偏向式のフレキシブルブースター、足部には踵に増設した車輪で駆動力を倍加させた「ウィルダッシュプラス」が追加され、耐G訓練を受けたパイロットでも対応困難なほどの機動性を発揮する。頭部センサーは射撃に最適化された単眼状の独立タイプに変更され、右肩と両膝の装甲はフックパーツに交換、左肩は装甲を増設した左右非対称の外形になっている。対グラスレー寮戦で重大な損傷を受けたあとは、右腕や脚部に改修前のパーツを組み込み修復される。
専用武装は、給電ケーブルでバックパックと直結されたオプションの大型ビームライフル、頭部左右に増設された内蔵式ビームバルカン2門。ライフルは収束率を調節することでオールレンジ射撃に対応可能なよう改造されている。グラスレー寮戦後はバレル部分がビームガトリングに換装される。
MSJ-121 デミトレーナー YOASOBIコラボ Ver.
コラボレーション商品との連動企画として、本編第7話に登場。YOASOBIが歌う本作のオープニングテーマ「祝福」の、2022年11月9日に発売した完全生産限定盤に付属する特別カラーのガンプラとしてデザインされたもの。
劇中では、YOASOBI社によるカスタム機という設定で、ベネリットグループのインキュベーションパーティーにて展示されている。兵器利用ではなく、音楽などにおけるMS活用の可能性を探るというコンセプトのもと、同社所属のメカニカルユニット、Compose EngineerのAyase、Vocalize Pilotのikura、Visual MechanicのKadowakiらによって、青基調のオリジナルペイントが施されている。
MSJ-OP122 デミギャリソン
警備や軍事用のハイエンド機に位置づけられる、デミシリーズの戦闘特化仕様。他社製の実戦仕様機とともに、フロント管理社やプラント・クエタの部隊などに配備されている。突出した面がないぶん高い平均性能値を有し、シリーズ特有のシンプルな構造からくる高い整備性とコストパフォーマンスも強みとする。背部にはチュチュ機と同形状のバックパックが装着され、肩や膝などにも追加のスラスターが増設・内蔵されている。
武装は、速射型ショートバレル式とチャージショット可能なミドルバレル式の2種のビームライフル、肩掛け式のロケットバズーカ、頭部左右のビームバルカン、バックパック左右のビームサーベル2基、サーベルラックを組み替えて装着するミサイルランチャー2基、追加エネルギーパックと同時装着される前腕部のデダラス式ビームバルカン。
MSJ-R122 デミバーディング
ブリオン社の新型コンセプトモデル。企画開発中にテスト機がブリオン寮に搬入されるが、ソーンとガンヴォルヴァの襲撃に際して、セセリアの判断で専用デミトレーナーを破壊されたチュチュに貸与される。
従来のデミシリーズの構造や整備性を継承しつつも、主要部品は最新基準の新造パーツで構成され、デダラスから発展したオプション装備が多数設定されるなど採算を度外視した高性能機となっている。踵には、推進器の増設でさらなる速度強化を行った「ウィルダッシュブースト」を採用。クワイエット・ゼロ戦ではフライトユニットと分離後の単独運用を想定した「バオリパック」が装着され、オーバーライド対策用に非パーメット式の光無線通信に切り替えられるコックピットシステムが搭載される。
武装は、着脱式の上部バッテリーマガジンと補助グリップ付属のセンサースコープユニットが組み込まれた新型携行火器「ビームライフルプラス」、脚部フレキシブルスラスター内に収納されるビームサーベル2基、手甲部分に内蔵された牽制用小型ビーム砲「フィストバルカン」2門、バオリパックに付属する可動式ビームキャノン2門。

### そのほかのMS
TKG-328 カペル・クゥ
第1話に登場。パーカー・イーストコットが搭乗するハンマー・フィールド社製MS。頭部に露出した眼球状モノアイセンサーと曲面主体の細身かつマッシブな形状が特徴。武装は銃剣の付いたビーム機関砲、背部の模擬刀、左腕のビーム機関砲付シールド。
BTz-48 クリバーリ
第5話に登場。エランに決闘を挑んだダイゴウ寮生3名が搭乗する砲戦型MS。推進器内蔵の両脚と大型リアスカートで三脚を構成し、ホバー走行による機動戦を展開する。武装はビームライフル、腕部の6連装ミサイルランチャー2基、背部のビームキャノン2門、腕部のビームサーベル2基。
F06-12 アズラワン
第13話に登場。プラント・クエタ事件後に実施されたスレッタとの連戦決闘において、1番手として対戦するファリサ・ロボティクス製MS。武装は前腕に内蔵されたビームガン、頭部前面と胸部の増加装甲としても機能するシールド。また、前腕は蛇腹部分を圧縮してアームパンチを繰り出せる。
FMS-v-3 ホズラーII（ホズラーツー）
第13話に登場。連戦決闘の2番手であるフォブラー・モーティブ製MS。武装は頭部の単焦点レーザー4基（照射で敵機の装甲を溶かす）、両腕のクローと内蔵したビーム砲、前腕側面に備える基部回転式のビームサーベル2基。なお、頭部自体は360度回転が可能で、レーザーを使った砲台の様にも機能する。
AX-B120 ハイペリス
第13話に登場。連戦決闘の3番手であるバイホー・テクニカルラボ製MS。武装は両肩と腰部中央に内蔵されたメガビームキャノン3門と4本の隠し腕で保持されるビームサーベル計4基。
MV-7 ズヴァルヴィ
第13話に登場。連戦決闘の4番手であるヴィーラン・システム製MS。飛行タイプの機体で、ブースターと大口径のビームバルカンを4門（刃の片面に2門ずつ）内蔵した半月状の大型剣を両手で構える。
TKG-333 カペル・ジオ
第13話に登場。連戦決闘の5番手であるハンマー・フィールド社製MS。かなりの軽量化が施された機体。武装は着脱式の両腕のファイアガントレット（先端にビーム砲を搭載）と背部のヒートナタ。
UM-HT-426 ジネーテ
第14話に登場。ランブルリングに参加するR&W（リューディ・アンド・ウィストン）製MS。空中戦に特化しており、球状の小型スラスターを内蔵したX字状の大型バックパックを装備し、飛行時に脚部をパージする機能をもつ。武装はビームライフルと前腕に内蔵されたビームサーベル2基、機体後部の近接戦用ニードル、左腕のシールド。
BTz-50hv クリバーリ・ドゥン
第14話に登場。ランブルリングに参加するダイゴウ社製MS。戦車形態に変形する重装甲機だが、ルブリス・ウルの実戦用ビームの照射を受け破壊される。主武装は両肩部の長距離射撃が行える4連ビーム砲2門。また、両腕部は先端にビーム砲が内蔵された大型シールドとして機能する（砲口部からはビームクローも展開可能）。
GM-02R ラコウィー
第14話に登場。ランブルリングに参加するグランツ・エンタープライズ製MS。全身の重装甲が特徴。武装は携行式のビームマシンガンとサイドスカートに収納するビームサーベル2基。ビームマシンガンは背部のキャノン基部と連結し、ビームキャノンともなる。
HU-45p プロドロス
第15話に登場。プラント・クエタ襲撃から帰還後の「フォルドの夜明け」が購入したHMI（ハヌマット・マニュファクチャリング・インダストリー）製の旧世代型MS。オルコット機とグエルが搭乗するベッシ機を除く全機が、ベネリット部隊の襲撃で破壊される。
武装は携行式マシンガン、背部のチェーンガン2挺、背部ラックに懸架される薙刀型のフリックブレード。
UOR-108 カラゴール
第21話に登場。宇宙議会連合艦隊に配備されたシトー・ビーチェ社製MS。
ベネリットへの強制介入のための道中に発見したクワイエット・ゼロに攻撃をしかけるが、ガンドノードたちが形成したデータストーム空間に制御を奪われ一方的に破壊される。
武装はビームライフルとシールドの裏側に収納するビームサーベル2基、ミサイルランチャー内蔵のシールド（表側に5門の発射口を備える）。
HZR-09K ユザール
第25話に登場。デミトレーナーの代替え機として、3年後のアスティカシア学園に配備されているカトラバー・ダイナミクス製の教練機。
武装はビームライフルと左腕のナイトシールド、シールド上部から引き抜くヒートソード。

### そのほかのメカ
モビルクラフト (MC)
フロント内外の宇宙開発事業で用いられてきた中〜大型の非人型作業用重機。数本の作業用アームを備え、制御系にはMS同様にパーメットリンクが採用される。地球では軍や反スペーシアン勢力が武装化したうえで運用しており、車台に機関砲やミサイルランチャー、大重量の電磁砲などを装備した仕様が登場する。ただし、MSに比べれば戦闘力は大幅に劣る。
ティックバラン
6基のベクタードノズルを搭載したペイル社製のMS用フライトシステム。機体上面にトップハンドルとフットレスト、底面に格納式のアンダーハンドルを備えており、計2機のMSを上下に積載可能。外部や積載するMSからの遠隔操作も可能で、前面の2門のビームキャノンによる支援射撃も行える。
NTPS推進宇宙船
クワイエット・ゼロ内部への侵入作戦時にミオリネらが乗り込んだ宇宙船。NTPSは「Non-Trans-Permet System（非トランス・パーメットシステム）」の略で、アド・ステラにおいては既に骨董品レベルの旧式にあたる。制御系にパーメットを利用しないため、クワイエット・ゼロのオーバーライド（乗っ取り）を受けない点から使われることとなった。

### 艦船
75m級貨物船
船体のサイドと上下にコンテナハッチを持つ貨物船。フェンとグストンの「運び屋」の船が該当。
100m級貨物船
宇宙空間で一般的に使われる汎用貨物船。フォルドの夜明けもプラント・クエタ襲撃の際に使用している。形状も様々であり、下部にコンテナを積載するタイプや、機関部が船首にあるタイプ等も存在する。
ベガベント
「PROLOGUE」に登場。フォールクヴァング内部の制圧のためにドミニコス隊が運用する。
120m級貨物船
MSの輸送等にも使われる貨物船。艦尾部分は大型のハッチとなっている。
カシュタンカ
グエルがボブを名乗って働く輸送会社の船で、プラント・クエタに向けて運航中に「フォルドの夜明け」によりジャックされる。
200m級貨物船
アスティカシア学園への入学時にスレッタとエアリアルが乗っていた貨物船。船体下部はコンテナユニットとして取り外しが可能。
学園艦
アスティカシア学園の各寮（地球寮以外）が所有する箱形のMS母艦。フロント外宙域における決闘時は管制室として運用される。後にミオリネは地球寮専用の母艦を購入している。
学園小型艇
エランとの決闘に臨むスレッタをサポートするために、二カたち地球寮生やミオリネが搭乗する近距離用宇宙船。大型船を運用する予算のない地球寮にも手ごろなレンタル価格が特色。
要人用輸送艦
デリングなどベネリットグループのVIPが乗る大型シャトル。垂直離陸もでき、艦尾に物資搬入口を備える。
旅客船
主にフロント間の移動に使われる一般的な航宙シャトル。航空機のようなデザインが特徴。
グラスレー社戦闘艦
グラスレー社製の主力戦闘艦。細長い艦首が特徴。ドミニコス隊でも運用されている。両舷のカタパルトはフロントへの接舷時に桟橋として機能する。武装は艦橋前と後部、下部に装備した連装ビーム砲計3基、艦首上部の垂直ミサイル発射管16門、艦橋両横の対空ビーム砲計2基。
ユリシーズ
「PROLOGUE」に登場。フォールクヴァングを襲撃したMS部隊の母艦。
ジェターク社戦闘艦
ジェターク社製の主力戦闘艦。艦首部や上部、下部といった船体構造は直線ではなく曲面が多く採用され、舷側のハッチは上下に分割され左右へとスライドして開く仕様となる。第2話ではダリルバルデの運用試験を行っている。武装は艦首上部と艦橋両横の連装ビーム砲計3基。
ワームブロッド
プラント宙域巡回艦隊の旗艦。
ペイル社戦闘艦
ペイル社製の主力戦闘艦。船体構造は直線が多いオーソドックスな形状。プラント・クエタに駐留していた艦は、フォルドの夜明けの襲撃で撃沈される。武装は艦橋前に背負い式に2基、艦尾下部の左右に2基装備する連装ビーム砲計4基、艦首上部の垂直ミサイル発射管8門。
宇宙議会連合戦艦
宇宙議会連合軍の主力戦艦。両舷の上下に計4基のカタパルトを持ち、その側面にはシールド状の側壁を備える。武装は計10基以上の連装ビーム砲やミサイルランチャー。搭載機はカラゴール。クワイエット・ゼロとの戦闘では、各艦隊に所属する艦の多くが大破・撃沈される。

## スタッフ
- 企画・制作 - サンライズ
- 原作 - 矢立肇、富野由悠季
- シリーズ構成 - 大河内一楼
- キャラクターデザイン原案 - モグモ
- メインキャラクターデザイン - 田頭真理恵
- キャラクターデザイン - 戸井田珠里、高谷浩利
- メカニックデザイン - JNTHED、海老川兼武、稲田航、形部一平、寺岡賢司、柳瀬敬之
- チーフメカアニメーター - 久壽米木信弥、鈴木勘太、前田清明
- プロップデザイン - 絵を描くPETER、えすてぃお
- 副監督 - 安藤良、綿田慎也[注 10]
- テクニカルディレクター - 宮原洋平
- 設定考証 - 白土晴一
- SF考証 - 高島雄哉
- メカニカルコーディネーター - 関西リョウジ
- 設定協力 - HISADAKE
- 美術デザイン - 岡田有章、森岡賢一、金平和茂、玉盛順一朗、上津康義
- コンセプトアート - 林絢雯
- 美術監督 - 佐藤歩
- 色彩設計 - 菊地和子
- 音響監督 - 明田川仁
- 撮影監督 - 小寺翔太
- 3DCG - グラフィニカ、カプセル
- 3DCGディレクター - 宮風慎一
- モニターグラフィックスデザイン - 関香織
- 編集 - 重村建吾
- 音楽 - 大間々昂
- 音楽プロデューサー - 松田隼典
- エグゼクティブプロデューサー - 小形尚弘、田村烈、丸山博雄
- 企画担当 - 池内謙一郎、早川春菜
- プロデューサー - 岡本拓也、前田俊博
- 監督 - 小林寛
- 製作 - バンダイナムコフィルムワークス、創通、MBS

## 主題歌
「祝福」
YOASOBIによるSeason1オープニングテーマ。作詞・作曲・編曲はAyase、歌唱はikura。
歌詞は、主人公に寄り添い共に戦うガンダム・エアリアルの思いを歌った内容であるとされ、後述の小説『ゆりかごの星』を原作としている。
Season1・Season2最終話のサブタイトルは歌詞の一部から取られた。このうちSeason1最終話の本編では、プロスペラがスレッタに対して殺人を教唆する場面で「祝福」の器楽曲版が穏やかな曲調にアレンジされて用いられ、サブタイトルに引用されたフレーズがスレッタを縛る呪いへと反転する演出がなされた。またSeason2最終話のラストシーンでは、前話の次回予告では伏せられていたサブタイトルが明かされると同時に、「祝福」がエンディングテーマとして流れる演出が用いられた。
「君よ 気高くあれ」
シユイによるSeason1エンディングテーマ。作詞・作曲・編曲はsupercellのryo。
「slash」
yamaによるSeason2オープニングテーマ。作詞は馬場龍樹、編曲は遠藤ナオキ、作曲は両名の共作。
「Red:birthmark」
アイナ・ジ・エンドによるSeason2エンディングテーマ。作詞・作曲・編曲はTK。
「宝石の日々」
アイナ・ジ・エンドによるSeason2最終話の挿入歌。作詞・作曲はアイナ・ジ・エンド、編曲はTomi Yo、Shuta Nishida。
このほかクレジットはされないが、「ハッピーバースデートゥーユー」を登場人物が歌唱する場面が存在する。

## 各話リスト
| -       | PROLOGUE                                                                   | 大河内一楼                  | 小林寛                                                           | 佐藤照雄                                              | 西村博之 鈴木卓也 山村直己 岡﨑洋美 ふくだのりゆき 江森真理子 平山円 大野勉 堀井久美                               | 久壽米木信弥 鈴木勘太                                            | 2022年 7月14日 |
| Season1 |                                                                            |                             |                                                                  |                                                       | |                                                                  |                |
| 第1話   | 魔女と花嫁 The Witch and the Bride                                         | 大河内一楼                  | 小林寛                                                           | 安藤良                                                | 戸井田珠里 斉藤香 大野勉                                                                                           | 久壽米木信弥 鈴木勘太                                            | 10月2日        |
| 第2話   | 呪いのモビルスーツ Cursed Mobile Suit                                      | 大河内一楼                  | 京田知己                                                         | 南川達馬                                              | 小谷杏子 髙久美弥 中本尚                                                                                           | 平岡雅樹                                                         | 10月9日        |
| 第3話   | グエルのプライド Guel's Pride                                              | 大河内一楼                  | 安藤良                                                           | 伊藤慎之助 安藤良                                     | 平山円 堀井久美 佐々木貴宏                                                                                         | 前田清明 平岡雅樹                                                | 10月16日       |
| 第4話   | みえない地雷 Unseen Trap                                                   | 大河内一楼                  | 西澤晋                                                           | 池野昭二                                              | 菱沼義仁 | 戸部敦夫                                                         | 10月23日       |
| 第5話   | 氷の瞳に映るのは Reflection in an Icy Eye                                  | 大河内一楼                  | 小林寛 綿田慎也 江上潔                                           | 江上潔                                                | 西村博之 | 松田寛 倉本和希                                                  | 10月30日       |
| 第6話   | 鬱陶しい歌 A Gloomy Song                                                   | 大河内一楼                  | 齋藤昭裕                                                         | 齋藤昭裕                                              | しんぼたくろう 吉田雄一 大野勉 中本尚 市原圭子 戸井田珠里 斉藤香 髙久美弥                                          | 鈴木勘太 久壽米木信弥                                            | 11月6日        |
| 第7話   | シャル・ウィ・ガンダム？ Shall We Gundam?                                  | 米山昂                      | 大倉雅彦                                                         | 吉沢俊一                                              | 菱沼義仁 戸部敦夫 中島里恵 尾崎正幸 丸山修二 斉藤和也 宍戸久美子 秋津達哉                                          | 片山学                                                           | 11月20日       |
| 第8話   | 彼らの採択 Their Choice                                                    | 中西やすひろ                | 金澤洪充                                                         | 鈴木吉男 砂川正和 池野昭二 安藤良                     | LandQ studio 菊池陽介 中島渚 佐藤秋子 越後光崇 堀井久美 平山円 西島加奈 小谷杏子                                   | 中島竹流                                                         | 11月27日       |
| 第9話   | あと一歩、キミに踏み出せたなら If I Could Take One More Step Toward You    | 中西やすひろ                | 小林寛 西澤晋 綿田慎也                                           | 鳥羽聡 綿田慎也                                       | 戸井田珠里 髙久美弥 斉藤香 吉田雄一 佐々木貴宏 中本尚 大野勉 しんぼたくろう                                        | 鈴木勘太 久壽米木信弥 前田清明 平岡雅樹                          | 12月4日        |
| 第10話  | 巡る思い Circling Thoughts                                                 | 大河内一楼                  | 京田知己                                                         | 孫承希 松永浩太郎 安藤良                              | 西村博之 鈴木卓也                                                                                                  | -                                                                | 12月11日       |
| 第11話  | 地球の魔女 The Witches from Earth                                          | 大河内一楼                  | 金澤洪充 綿田慎也 小林寛                                         | 倉富康平 綿田慎也                                     | 菱沼義仁 戸部敦夫 丸山修二 宍戸久美子 尾崎正幸                                                                     | -                                                                | 12月25日       |
| 第12話  | 逃げ出すよりも進むことを Keep Marching On Instead of Running Off           | 大河内一楼                  | 京田知己 安藤良 小林寛                                           | 伊藤慎之助 齋藤昭裕 鳥羽聡 安藤良                     | 戸井田珠里 平山円 堀井久美 小谷杏子 西島加奈 中村佑美子 大野勉 斉藤香 髙久美弥 中本尚 佐々木貴宏 吉田雄一 長尾浩生 | 鈴木勘太 久壽米木信弥 前田清明 倉本和希 松田寛 平岡雅樹 大張正己 | 2023年 1月8日  |
| Season2 |                                                                            |                             |                                                                  |                                                       | |                                                                  |                |
| 第13話  | 大地からの使者 Envoys from the Earth                                       | 中西やすひろ                | 小林寛 安藤良 鈴木勘太                                           | 博多正寿 鈴木萌 鳥羽聡                                | 西村博之 | 鈴木卓也 久壽米木信弥 倉本和希                                   | 4月9日         |
| 第14話  | 彼女たちのネガイ What They Wish For                                        | 中西やすひろ                | 小林寛 綿田慎也 鈴木勘太                                         | 倉富康平 伊藤慎之助 霜鳥孝介                          | 菱沼義仁 小菅和久 丸山修二 宍戸久美子 尾崎正幸                                                                     | 戸部敦夫 片山学 前田清明 松田寛 黒木涼之介                       | 4月16日        |
| 第15話  | 父と子と Father and Child                                                  | 米山昂                      | 小林寛 大倉雅彦                                                  | 鳥羽聡 齋藤昭裕 伊藤慎之助                            | 佐々木貴宏 戸井田珠里 斉藤香 中本尚 中村祐見子                                                                     | 鈴木勘太 平岡雅樹                                                | 4月23日        |
| 第16話  | 罪過の輪 Cycle of Sin                                                      | 大河内一楼                  | 京田知己 金澤洪充                                                | 池野昭二                                              | 平山円 堀井久美 西島加奈 髙久美弥 しんぼたくろう                                                                   | 松田寛                                                           | 4月30日        |
| 第17話  | 大切なもの Precious Things                                                 | 大河内一楼                  | 齋藤哲人 安藤良 小林寛                                           | 辻橋綾佳 吉沢俊一 進藤陽平                            | 小谷杏子 大野勉 吉田雄一 長尾浩生                                                                                  | 倉本和希 久壽米木信弥 前田清明                                   | 5月7日         |
| 第18話  | 空っぽな私たち Our Empty Selves                                            | 大河内一楼 米山昂           | 京田知己 金澤洪充 小林寛                                         | 倉富康平 伊部勇志 霜鳥孝介                            | 西村博之 小沢久美子 高崎美里 菊地しゅんすけ 平山円 堀井久美 中本尚 髙久美弥 西島加奈 尾西真成人                    | 鈴木勘太 平岡雅樹                                                | 5月21日        |
| 第19話  | 一番じゃないやり方 Not the Best Way                                        | 大河内一楼 ヤスカワショウゴ | 安藤良 小林寛                                                    | 鳥羽聡 久藤瞬                                         | 菱沼義仁 秋津達哉 戸部敦夫 中島里恵 宍戸久美子 丸山修二 佐々木貴宏 斉藤香 本多弘幸 黒木涼之介 吉田雄一 尾崎正幸    | 戸部敦夫 城前龍治 中島利洋                                       | 5月28日        |
| 第20話  | 望みの果て The End of Hope                                                 | 中西やすひろ                | 京田知己 寺岡巌 小林寛                                           | 伊藤慎之助 齋藤昭裕 中西基樹 久米和貴子 倉富康平      | 戸井田珠里 大野勉 中村佑美子 小谷杏子 髙久美弥 長尾浩生 西島加奈                                                   | 鈴木勘太 久壽米木信弥 倉本和希 松田寛 大張正己                   | 6月4日         |
| 第21話  | 今、できることを What We Can Do Now                                        | 大河内一楼 ヤスカワショウゴ | 安藤尚也 佐藤照雄 戸部敦夫 松尾衡 澤真平                         | 池野昭二 進藤陽平                                     | 吉田雄一 佐々木貴宏 尾西真成人 平山円 堀井久美 斉藤香 水野辰哉                                                     | 中島竹流 平岡雅樹                                                | 6月11日        |
| 第22話  | 紡がれる道 The Woven Path                                                  | 大河内一楼 米山昂           | 京田知己 西澤晋                                                  | 原田奈奈 鈴木萌 江上潔 博多正寿 池野昭二              | 西村博之 鈴木卓也                                                                                                  | 久壽米木信弥 前田清明 松田寛                                     | 6月18日        |
| 第23話  | 譲れない優しさ Unrelenting Tenderness                                      | 大河内一楼 中西やすひろ     | 寺岡巌 金子祥之 金澤洪充 吉沢俊一 守泰佑 麻宮騎亜 米たにヨシトモ | 鳥羽聡 倉富康平 霜鳥孝介 渡部周 Terry                 | 坂本修司 中島里恵                                                                                                  | -                                                                | 6月25日        |
| 第24話  | 目一杯の祝福を君に May All Blessings Find Their Way To You, I'm Wishing It | 大河内一楼                  | 京田知己 伊藤慎之助 小林寛                                       | 安藤良 綿田慎也 伊藤慎之助 池野昭二 齋藤昭裕 中西基樹 | 戸井田珠里 平山円 堀井久美 吉田雄一 小谷杏子 髙久美弥 西島加奈 長尾浩生 佐々木貴宏 大野勉 中村佑美子 中本尚        | 鈴木勘太 久壽米木信弥 前田清明 倉本和希 平岡雅樹 松田寛          | 7月2日         |

## 放送局
| 放送期間                                                                               | 放送時間                                  | 放送局                                         | 対象地域・備考                    |
| -------------------------------------------------------------------------------------- | ----------------------------------------- | ---------------------------------------------- | --------------------------------- |
| 2022年10月2日 - 2023年1月8日                                                           | 日曜 17:00 - 17:30                        | 毎日放送（製作局）をはじめとする TBS系列全28局 | 日本国内 連動データ放送 『日5』枠 |
| 2022年10月11日 - 2023年1月3日 （第1話 - 第11話） 2023年1月13日（第12話）               | 火曜 22:00 - 22:30 金曜 23:30 - 土曜 0:00 | AT-X                                           | CS放送 リピート放送あり           |
| 2022年11月5日 - 2023年1月28日                                                          | 土曜 20:00 - 20:30                        | アニマックス                                   | BS/CS放送                         |
| 2023年1月6日 - 2023年3月24日                                                           | 金曜 19:00 - 19:30                        | BS11                                           | BS放送 『アニメ+』枠              |
| BS11以外の放送局では字幕放送を実施。また、全局で本放送前週に『PROLOGUE』をテレビ放送。 |                                           |                                                |                                   |

| 配信開始日    | 配信時間                   | 配信サイト |
| ------------- | -------------------------- | --- |
| 2022年10月2日 | 日曜 18:00 更新            | バンダイチャンネル ガンダムファンクラブ Hulu ABEMAビデオ （ABEMAプレミアム） U-NEXT dアニメストア Disney+                                                                                    |
| 2022年10月6日 | 木曜 12:00 更新            | ふらっと動画 |
|               | 木曜 18:00 更新            | WOWOWオンデマンド Amazon Prime Video ひかりTV アニメ放題 Netflix dTV FOD Google Play ビデオマーケット GYAO!ストア music.jp Rakuten TV HAPPY!動画 ニコニコチャンネル TVer MBS動画イズム GYAO! |
|               | 木曜 18:00 - 18:30         | ABEMA |
|               | 木曜 23:00 - 23:30         | ニコニコ生放送 |
| 2022年10月7日 | 金曜 0:00（木曜深夜） 更新 | TELASA J:COMオンデマンド milplus |
|               | 金曜 12:00 更新            | ムービーフルPlus |

| 放送期間                          | 放送時間           | 放送局                                         | 対象地域・備考                    |
| --------------------------------- | ------------------ | ---------------------------------------------- | --------------------------------- |
| 2023年4月9日 - 7月2日             | 日曜 17:00 - 17:30 | 毎日放送（製作局）をはじめとする TBS系列全28局 | 日本国内 連動データ放送 『日5』枠 |
| 2023年4月18日 -                   | 火曜 22:00 - 22:30 | AT-X                                           | CS放送 リピート放送あり           |
| 2023年5月6日 -                    | 土曜 19:00 - 19:30 | アニマックス                                   | BS/CS放送                         |
| TBS系列・AT-Xでは字幕放送を実施。 |                    |                                                |                                   |

| 配信開始日    | 配信時間                   | 配信サイト |
| ------------- | -------------------------- | --- |
| 2023年4月9日  | 日曜 18:00 更新            | バンダイチャンネル ガンダムファンクラブ Hulu ABEMAビデオ（ABEMAプレミアム） U-NEXT dアニメストア Disney+ DMM TV アニメタイムズ                                                |
| 2023年4月13日 | 木曜 12:00 更新            | ふらっと動画 |
|               | 木曜 18:00 更新            | WOWOWオンデマンド Amazon Prime Video ひかりTV アニメ放題 Netflix FOD Lemino Google Play ビデオマーケット music.jp Rakuten TV HAPPY!動画 ニコニコチャンネル TVer MBS動画イズム |
|               | 木曜 18:00 - 18:30         | ABEMA |
|               | 木曜 22:30 - 23:00         | ニコニコ生放送 |
| 2023年4月14日 | 金曜 0:00（木曜深夜） 更新 | TELASA J:COMオンデマンド milplus |
|               | 金曜 12:00 更新            | ムービーフルPlus |

## 関連メディア
外伝作品は後述する。

### 特番
まだ間に合う！『機動戦士ガンダム 水星の魔女』スペシャル特番
第6話放送の翌週にTBS系列・AT-Xにて放送。第1話から第6話を振り返る内容となっており、グエル・ジェターク役の阿座上洋平がダイジェストナレーションを務める。
『機動戦士ガンダム 水星の魔女』第1クール前半戦振り返りSP
TBS系列での上記特番放送後にYouTubeにて配信。第1話から第6話を振り返る内容のトーク番組で、番組内ではOPアーティストのYOASOBIのメンバーがインタビュー出演した。出演はマフィア梶田、阿部麻美、市ノ瀬加那（スレッタ・マーキュリー役）、Lynn（ミオリネ・レンブラン役）。
まだまだ間に合う！『機動戦士ガンダム 水星の魔女』スペシャル特番
2023年3月5日にYouTubeにて配信。第7話から第12話を振り返る内容となっており、シャディク・ゼネリ役の古川慎がダイジェストナレーションを務める。
『機動戦士ガンダム 水星の魔女』Season2放送直前特番
2023年4月2日にTBS系列、同年4月11日にAT-Xにて順次放送。Season1を振り返る内容となる。ダイジェストナレーションは池田秀一。
Season2もまだ間に合う！『機動戦士ガンダム 水星の魔女』スペシャル特番
2023年5月14日にTBS系列にて放送。第13話から第17話を振り返る内容となっており、プロスペラ・マーキュリー役の能登麻美子がダイジェストナレーションを務める。

### BD / DVD
| 巻 | 発売日        | 収録話          | 規格品番  | 規格品番  |
| 巻 | 発売日        | 収録話          | BD        | DVD       |
| -- | ------------- | --------------- | --------- | --------- |
| 1  | 2023年3月24日 | 第1話 - 第3話   | BCXA-1822 | BCBA-5135 |
| 2  | 2023年4月26日 | 第4話 - 第6話   | BCXA-1823 | BCBA-5136 |
| 3  | 2023年5月26日 | 第7話 - 第9話   | BCXA-1824 | BCBA-5137 |
| 4  | 2023年6月28日 | 第10話 - 第12話 | BCXA-1825 | BCBA-5138 |

| 巻 | 発売日         | 収録話          | 規格品番  | 規格品番  |
| 巻 | 発売日         | 収録話          | BD        | DVD       |
| -- | -------------- | --------------- | --------- | --------- |
| 1  | 2023年9月27日  | 第13話 - 第15話 | BCXA-1826 | BCBA-5139 |
| 2  | 2023年10月27日 | 第16話 - 第18話 | BCXA-1827 | BCBA-5140 |
| 3  | 2023年11月22日 | 第19話 - 第21話 | BCXA-1828 | BCBA-5141 |
| 4  | 2023年12月22日 | 第22話 - 第24話 | BCXA-1829 | BCBA-5142 |

2024年4月26日(金)に、『機動戦士ガンダム 水星の魔女』フェス ～アスティカシア全校集会～ Blu-ray特装限定版が発売された。

### 小説
ゆりかごの星
大河内一楼による小説作品。オープニングテーマ「祝福」を制作するにあたり、原作小説として書き下ろされた。2022年10月2日より公式サイトにて公開され、同年11月13日には市ノ瀬加那による朗読がYouTubeにて公開された。
物語は本編開始前の時間軸を舞台としており、ガンダム・エアリアルの目線でスレッタの成長を綴った物語となっている。
小説 機動戦士ガンダム 水星の魔女
『月刊ガンダムエース』にて2023年1月号（2022年11月26日発売）より連載中。小説は本編でSF考証を担当した高島雄哉が執筆し、カバーイラストを林絢雯、挿絵イラストを高木秀英がそれぞれ担当する。
「PROLOGUE」およびテレビアニメ本編の内容をもとにしたノベライズ作品。小説を担当した高島は小説版について、「本編とは設定が異る」旨の但し書きを入れるようなノベライズにはしたくなかったとし、アニメ版では描き切れなかった裏設定を小説に反映させたり、小説で掘り下げた設定をアニメ版に反映させたりして、原作であるアニメ版に可能な限り寄せた翻案作品を志向していると語っている。単行本には小説内で説明しきれなかったキーワードに関する用語集や、オリジナルキャラクターも登場する書き下ろしエピソードが収録され、アニメ本編では尺の都合で描き切れなかった、アスティカシア学園での生活の様子といった裏設定を盛り込んでいる。

#### 登場人物（小説）
ユーシュラー・ミルザハニ
金髪が眩しいミオリネの幼なじみ。磁性流体技術で有名なラングランズ社のCTO（最高技術責任者）を務める。体が弱いため、ハロ搭載の移動支援ステッキを持ち歩いている。曽祖母から相続したフロント「ラピスガーデン」にスレッタとニカ、チュチュを招待し、ミオリネの花婿の座を賭けてスレッタに決闘を挑む。両親は過去の事故で亡くなっており、ユーシュラー自身も長期間の無重力航行にさらされたことで「無重力性免疫不全症候群」を患っている。
ヤヤ・フルーネフェルト
ユーシュラーの執事兼ボディーガード。多くの格闘技をマスターしている。その優秀さはユーシェタスから「何かと厄介」だと警戒されている。フルーネフェルト家は代々宇宙議会連合のクアイン家に護衛として仕えており、ユーシュラーの父親がレンヴァスの父親に相談したことで、家庭教師としてユーシュラーの元に派遣され、彼女と出会ったその日からともに過ごす生活を続けている。
ユーシェタス・ミルザハニ
ユーシュラーの双子の兄で、ラングランズ社のCEO。妹と同じくミオリネとも旧知。MSパイロットでもあり、ジェターク社と関係を結び、自社の磁性流体塗料で金色と白色に塗装されたディランザに搭乗する。いずれは自社の技術でエアリアルを超えるMSの開発を目論む。
グレイス・チェイン
チェイン光学研究所の所長。数多くの科学分野で業績を挙げており、宇宙望遠鏡によるフロントにぶつかりそうな小惑星の発見に取り組んでいる。また、小惑星防空ビジネス企業の「チェイン・シェルタリング社」の経営も行っている。株式会社ガンダムとの業務提携を望み、ユーシュラーのラングランズ社を含めた3社業務提携の申し出を受け入れ、それを「プロジェクト・アステリズム」と名付ける。学園フロントに衝突しそうな小惑星が発見された際はミオリネやユーシュラーらとその対処に尽力する。
ライアン・ツィナー
チェイン光学研究所の副所長。「チェイン・シェルタリング社」の研究主任でもある。年齢はチェインよりは年下。発見された危険な小惑星に対し、こちらの打てる手を一つだけではなく、二の手、三の手と用意しておくべきだとユーシュラーらに説明する。
レンヴァス・クアイン
ユーシュラーの婚約者で、ユーシェタスの友人。レンヴァス家は代々宇宙議会連合の幹部の家系で、ラングランズ社と宇宙議会連合の関係強化を目指すユーシェタスが結婚を推し進めている。

#### 登場メカ（小説）
MD-0031LL ディランザ ラングランズ社カラー
ユーシェタス専用のディランザ。「ディランザ ラングランズコーティング」とも呼ばれる。ジェターク社から提供された機体を、ラングランズ社独自のカラーリングに塗り変えている。
LLG-001J ウィタリクス
ラングランズ社製の新型機。開発にはジェターク社が協力しており、フレームはほぼディランザのものとなっている。2人乗りの機体で、防御性能に優れる。カラーリングは水色。株式会社ガンダム、チェイン光学研究所との3社業務提携の際はユーシュラーが搭乗し、宇宙望遠鏡を使った観測を手掛けた。学園フロントに衝突しそうな小惑星の問題発生時はユーシュラーとスレッタが乗り、狙撃を担う予定。設定上の武装はビームライフルと大型のシールドを装備する。

#### 既刊一覧
- 高島雄哉（著）・矢立肇、富野由悠季（原作） 『小説 機動戦士ガンダム 水星の魔女』 KADOKAWA〈角川コミックス・エース〉、既刊4巻（2024年7月25日現在）
  1. 2023年2月25日発行（同日発売[234]）、ISBN 978-4-04-113146-6
  2. 2023年6月26日発行（同日発売[235]）、ISBN 978-4-04-113495-5
  3. 2023年11月25日発行（同日発売[83]）、ISBN 978-4-04-114268-4
  4. 2024年7月25日発行（同日発売[79]）、ISBN 978-4-04-115069-6

### Webラジオ
- 『機動戦士ガンダム 水星の魔女〜アスティカシア高等専門学園 ラジオ委員会〜』（2022年10月9日 - 2024年1月21日 、音泉） - 市ノ瀬加那（スレッタ・マーキュリー役）・Lynn（ミオリネ・レンブラン役）によるWebラジオが毎週日曜日に配信[236]。1月21日の最終回はYouTube「ガンダムチャンネル」にて生配信された[237]。

#### 特別番組
- 『機動戦士ガンダム 水星の魔女〜アスティカシア高等専門学園 ジェターク寮ラジオ〜』（2022年12月18日、2023年5月14日） - 阿座上洋平（グエル・ジェターク役）・大塚剛央（ラウダ・ニール役）が出演[238][239]。
- 『機動戦士ガンダム 水星の魔女〜アスティカシア高等専門学園 地球寮ラジオ〜』（2023年2月26日、8月27日、9月24日） - 2月26日回は榎木淳弥（マルタン・アップモント役）・畠中祐（ヌーノ・カルガン役）[240]、8月27日回は宮本侑芽（ニカ・ナナウラ役）・富田美憂（チュアチュリー・パンランチ役）[241]、9月24日回はKENN（オジェロ・ギャベル役）、天﨑滉平（ティル・ネイス役）、稲垣好（リリッケ・カドカ・リパティ役）、島袋美由利（アリヤ・マフヴァーシュ役）が出演[242]。
- 『機動戦士ガンダム 水星の魔女〜フォルドの夜明けラジオ〜』（2023年4月23日、9月10日） - 井澤詩織（ソフィ・プロネ役）・悠木碧（ノレア・デュノク役）が出演[243][244]。
- 『機動戦士ガンダム 水星の魔女〜アスティカシア高等専門学園 ペイル寮ラジオ〜』（2023年6月11日） - 花江夏樹（エラン・ケレス役）が出演[245]。
- 『機動戦士ガンダム 水星の魔女〜アスティカシア高等専門学園 グラスレー寮ラジオ〜』（2023年6月18日、7月30日） - 6月18日回は古川慎（シャディク・ゼネリ役）[246]、7月30日回は瀬戸麻沙美（サビーナ・ファルディン役）・鈴代紗弓（レネ・コスタ役）・貫井柚佳（メイジー・メイ役）・前川涼子（イリーシャ・プラノ役）・若山詩音（エナオ・ジャズ役）が出演[247]。
- 『機動戦士ガンダム 水星の魔女〜アスティカシア高等専門学園 ブリオン寮ラジオ〜』（2023年7月23日） - 山根綺（セセリア・ドート役）が出演[248]。
- 『機動戦士ガンダム 水星の魔女〜アスティカシア高等専門学園 ラジオ委員会〜 ガンプラ特別編』（2023年7月26日、8月29日、9月26日、11月21日） - ガンプラの組み立てをYouTube「ガンダムチャンネル」にて生配信[249][250][251][252]。

#### ラジオCD
| 発売日         | タイトル                                                                        | 収録内容                                        | 仕様         | 規格           |
| -------------- | ------------------------------------------------------------------------------- | ----------------------------------------------- | ------------ | -------------- |
| 2023年11月29日 | 『機動戦士ガンダム 水星の魔女〜アスティカシア高等専門学園 ラジオ委員会〜』vol.1 | DISC1 新規取り下ろしラジオ                      | オーディオCD | TBZR-1350/1351 |
| 2023年11月29日 | 『機動戦士ガンダム 水星の魔女〜アスティカシア高等専門学園 ラジオ委員会〜』vol.1 | DISC2 第1回〜第17回のラジオアーカイブMP3データ  | データCD-ROM | TBZR-1350/1351 |
| 2024年3月27日  | 『機動戦士ガンダム 水星の魔女〜アスティカシア高等専門学園 ラジオ委員会〜』vol.2 | DISC1 新規取り下ろしラジオ                      | オーディオCD | TBZR-1360/1361 |
| 2024年3月27日  | 『機動戦士ガンダム 水星の魔女〜アスティカシア高等専門学園 ラジオ委員会〜』vol.2 | DISC2 第18回〜第34回のラジオアーカイブMP3データ | データCD-ROM | TBZR-1360/1361 |
| 2024年5月予定  | 『機動戦士ガンダム 水星の魔女〜アスティカシア高等専門学園 ラジオ委員会〜』vol.3 | DISC1 新規取り下ろしラジオ                      | オーディオCD | TBZR-1388/1389 |
| 2024年5月予定  | 『機動戦士ガンダム 水星の魔女〜アスティカシア高等専門学園 ラジオ委員会〜』vol.3 | DISC2 第35回〜第53回のラジオアーカイブMP3データ | データCD-ROM | TBZR-1388/1389 |

### ゲーム
本放送に合わせるかたちで、スマートフォンゲームアプリやアーケードゲームに本作のキャラクターやメカニックが登場する。

### イベント
『機動戦士ガンダム 水星の魔女』フェス〜アスティカシア全校集会〜
（2023年8月6日、幕張メッセ 国際展示場 9〜10ホール）
出演キャストによるオリジナル朗読劇や生アフレコ、スペシャルコラボオーケストラによる生演奏や、OP・EDテーマアーティストによるスペシャルライブが実施された。イベントの様子はBD「『機動戦士ガンダム 水星の魔女』フェス 〜アスティカシア全校集会〜 Blu-ray特装限定版」（2024年4月26日、バンダイナムコフィルムワークス、BCXE-1912）として発売。
『機動戦士ガンダム 水星の魔女』第1話同時視聴会&「魔女ラジ」公開収録
（2023年10月7日、新宿住友ビル 三角広場）
　「GUNDAM NEXT FUTURE -EAST-」会場にて、パーソナリティの市ノ瀬加那やLynnとともに、アニメ第1話の視聴および『アスティカシア全校集会』当時の話題を振り返る。

## 外伝・スピンオフ

### 機動戦士ガンダム 水星の魔女 ヴァナディースハート
「月刊ガンダムエース」2023年5月号（2023年3月25日発売）より連載中。シナリオは米山昴、漫画は東條チカがそれぞれ担当するほか、企画協力としてHISADAKE、キャラクターデザイン原案としてモグモ、メカニカルデザインとして海老川兼武、形部一平、寺岡賢司がクレジットされる。物語は、ヴァナディース事変から5年が経過したA.S.106の地球を舞台とする。

#### 登場人物（ヴァナディースハート）
ヴィルダ・ミレン
大型トレーラーで地球を放浪しながら医師として生計を立てる元ヴァナディース機関の女性。冷静かつ聡明な性格で、カルドたちの理想を消さないために魔女狩りからの逃亡を念頭に置きつつ、まだ幼いキユウを指導する。
若いころは既存の医療技術では治療できない「宇宙多孔（マイクロフィスチュラ）症候群」に罹患していた弟を救うべく飛び級で進学し、論文を読んだカルドの勧めで在学中から研究に取り組み始める。弟の治療は果たせず死別するが、同じ病症に苦しむ人々を救うべくカルドの導きでヴァナディース機関に入り、研究を進めていた。
キユウ・ラボット
ヴィルダの助手を務めるアーシアンの少年。ガンダムパイロット養成施設の隠れ蓑として運営されているロッキンホース孤児院の出身で、施設内では最優秀成績の保持者であった。感覚的な相性の良さと相まって「友達」と称する愛機の「ルブリス・ジウ」を手足のように操り、生身での高い身体能力と優れた家事能力も持ち合わせている。幼少期特有の奔放な性格で、ヴィルダを「先生」と慕い従順に従う一方、大人への憧憬と自身への無力感から短絡的な行動に出ようとする危うさを見せる。胸にはヴィルダが製作した人工心臓「GUND心臓」が埋め込まれているが、何者かの手によってジウから800メートル以上離れると機能停止するプログラムが組みこまれており、ヴィルダがプログラム解除のデータ収集のために放浪する一因となっている。また、人工心臓の実際のデータストーム耐性が未知数ゆえにパーメットスコア上昇時に受けるダメージを危惧したヴィルダから一定以上のスコア上昇を禁止され、対ガンダム戦では相手を殺傷せずに無力化するか逃亡を優先するよう言いつけられている。
ロッキンホースの同期生であるヨシカとの戦闘中、彼女が挑発を兼ねてヴィルダに危害を加えたことに怒り、禁じ手であるスコア3を開放する。
ヨシカ・ハイギア
キユウと同じロッキンホース孤児院で育った少女。ヴィルダが作ったGUND心臓を移植されており、ジウの同型機であるルブリス・アノクタを操る。普段は明るく無邪気だが、自身よりも成績優秀ゆえに信頼する「先生」のバス・イッサに注目されていたヨシカに強い対抗心を抱いている。孤児院を飛び出してヴィルダに従うキユウを連れ戻そうと執着しており、独断で一般人に扮してヴィルダに接触したりする。
シジマ・ゾマ
ヴィルダと同じヴァナディースの元研究員で、部下のバスやヨシカを使ってヴィルダたちに干渉していた黒幕。ヴァナディース事変当時は、ヴィルダを逃したあとに自身もルブリスに乗って脱出し、体内に埋め込まれたヴィルダ製GUND心臓の力でデータストームに耐え抜き生還した。脱出後は顔や経歴を変え続けながら生き延び、ヴィルダと再会した時点では、地球のノース・ステイツ・ブロック議会議長にして地球経済援助機構「UNDER」の構成員であるクレイグ・イーオンを名乗っている。
所属するUNDER自体がスペーシアンによる地球搾取の温床であると批判し、この「仕組み」を変革することで世界からこぼれた人々を救いたいと願っている。同じく世界を変える手段としてのGUND-ARM普及を望んでいるが、その方法は自身が運営するロッキンホース孤児院に人工心臓を移植した子どもたちを集め、データストーム研究を目的とした非人道的実験を行うというものであった。この事実を知ったヴィルダからは死んだカルドが望むはずがないと非難されるが、「放置しても確実な死が待つ子どもたちの人生に『意味』を与えられる」、そして子どもたち自身が「GUNDの未来への道程を舗装する石の一粒と知り、喜んでその身を捧げるだろう」と返し、ガンダムに乗せておきながらキユウの生還を願うヴィルダの考えを欺瞞だと批判する。
アルゼン
ロッキンホース孤児院の生徒で、敗北したヨシカの後任のエージェントとしてガンダム・ナイオンに搭乗する。孤児院の職員たちがシジマを単に盲信する駒に過ぎないという事実に唯一気づいており、そのような駒ではなくシジマ本人から直接指導を受けたいと願っている。
ケナンジ・アベリー
テレビ本編から登場するドミニコス隊の軍人。本作では、相次ぐ不審なテロ事件やガンダムへの関与が疑われるラルクレイグループの調査のために地球に降りている。この時点では、まだヴァナディース事変当時と変わらない体型を保っているが、「地球の重力がつらいから腹が減る」という理由でコックピット内でも大量に飲食する場面が描かれる。
リドリック・クルーヘル
ケナンジ小隊と合同でラルクレイグループを調査しているリドリック小隊隊長で、のちにテレビ本編に登場するオルコットと同一人物。この時点では、負傷する前の生身の体となっている。
イサドラ・カルダン
有力な宇宙資本のもとで運営されるアンフォランリゾート地球支社の若き女性CEO。自社が運営するMS対戦競技「バトルメガ」の強豪ファイターでもあり、キユウと対戦する前は22戦全勝という記録を保持していた。旅の資金目当てで自社の検診医として雇われたヴィルダの手腕を高く評価する。自社で働く大勢のアーシアン社員への理解を深めるという会長（父親）の言いつけに従い、自身にふさわしいアーシアンの伴侶を求めていた。この条件に合致しつつ自身の好みのタイプでもあるキユウにプロポーズするが断られ、今度は「勝ったほうが結婚を受け入れるか断るかを選べる」というバトルメガ方式の決闘を申し込む。

#### 登場メカ（ヴァナディースハート）
XGF-01[II3] ガンダム・ルブリス・ジウ
ヴァナディースが開発していたルブリスタイプの非武装機。ヴァナディース事変後はヴィルダがトレーラーの積荷に偽装して秘匿しており、キユウ・ラボットが搭乗する。身体運動の状況適応力をMSで発現する人体拡張研究のために開発されたことから、実戦用機よりも出力や推進力で劣るが、武装を施せば強大な戦闘力を発揮する。頭部に集中する各種センサーの情報処理のため、シェルユニットが顔を覆うように配置されており、GUNDフォーマット稼働時は人相のような発光パターンが生じる。
主武装は、GUNDフォーマット開発初期の別機体の右腕を流用したと思しき、出自不明の大型複合武装「虎の手」。組み込まれたシェルユニットのほかに、同時稼働数によって射撃と斬撃を使い分けられるマニュピレーター、シールドとして機能する前腕部装甲、大容量推進器となる肩部スラスターで構成され、非使用時はバックパックとして懸架される。
AVP-03 ガンダム・ルブリス・アノクタ
ヨシカが搭乗する地球製のガンダム。ジウの実戦型に相当する機体で、その外見と特性から「刀を操り雷を導く、青い機体」として伝えられていた。特徴として、空力を考慮したカナード状の胸部シェルユニットと掌底部の放電ユニット、足裏には大容量の静音ホバーユニットとスラスターを備えている。
武装は、手持ちの二刀流としても使用可能な導雷ブレード型ガンビット「ナルカミ」二振りと、収納状態のナルカミを直接展開して攻撃できる回転機構付きシールド「グレンゲ」、バックパック上部から展開するビームガン2基。実戦では、遠隔操作中のナルカミと起電マニピュレーター間で発生させた放電現象の破壊力を、機体各所のミスト発生部から放射した霧「ダイエレクトリックミスト」で高めたうえで奇襲戦法をしかける。
ガンダム・ナイオン
ロッキンホースの地下に隠されていたガンダムで、シジマいわく「人を救うガンダム」。孤児院の生徒のひとりで、ヨシカに次いでヴィルダ一行に差し向けられたアルゼンに与えられる。
武装は、長尺のビーム槍「オルタラブルバヨネッタ」、腰のアーム越しに接続された大型ビーム砲「ヴァジュラ」2基、ヴァジュラ基部に計6基架されたガンビット「リンコウ」、頭部の左右に収納されたビームサーベル2基。
CEK-043LBK / CEK-043LBR ベギルベウ・トルシュ
ベギルベウの地上戦仕様。有重力下での高機動戦闘を可能とするホバーユニットが下半身に追加されている。ケナンジ小隊機は両耳部分に大型アンテナが追加され、リドリック小隊機は顔面がコーン状に突出している。
武装は、無線化された背部端末を腕部の「アンチドートスパイク」で射出する方式に改良されたノンキネティックポッド、改修前のベイオネットから刀身部分を撤去したビームガンユニット、両脚ホバーユニットの「グリーブ」から展開する大型クロー、新型バッテリーと地上用の防塵防水型バレルが採用されたグラスレー機共通のビームライフル、腰部ホバーユニットに格納されたビームサーベル。

#### 書誌情報
- 矢立肇、富野由悠季（原作）・米山昴（シナリオ）・HISADAKE（企画協力）・東條チカ（漫画） 『機動戦士ガンダム 水星の魔女 ヴァナディースハート』KADOKAWA〈角川コミックス・エース〉、既刊3巻（2024年9月25日現在）
  1. 2023年7月25日発売[280]）、ISBN 978-4-04-113961-5
  2. 2024年2月26日発売[281]）、ISBN 978-4-04-114696-5
  3. 2024年9月25日発売[282]）、ISBN 978-4-04-115362-8

後述の『ヴァナディースハート』のほか、「コミックNewtype」にて波多ヒロによる『機動戦士ガンダム 水星の魔女 青春フロンティア』の連載が発表されている。

### 機動戦士ガンダム 水星の魔女 青春フロンティア
コミックNewtype」にて2025年5月23日より連載中。シナリオはHISADAKE、漫画は波多ヒロがそれぞれ担当する。近未来の日本を舞台にしたパラレル作品であり、スレッタたちは日本の高校生として描かれる。

## コラボレーション・タイアップ
- 本放送に先駆けて、2022年夏季から秋季にかけてPARCOがコラボレーション企画「"PARCO×GUNDAM" CAMPAIGN」を実施。『PROLOGUE』の放映などを行うイベント「GUNDAM NEXT FUTURE」や、コラボ商品販売およびリサイクル啓蒙企画などが展開された[284]。
- 2022年10月に『PUI PUI モルカー DRIVING SCHOOL』とのコラボビジュアルが公開された。教習ポテトとエアリアルがカラーチェンジしている[285]。
- 2022年10月にヤマザキビスケットの菓子「エアリアル」とのタイアップが行われる。パッケージに本作のキャラクターが描かれる[286]。
- 2022年11月1日から14日までセブン-イレブンが「ガンダムキャンペーン」を開催。プレゼントキャンペーンや一番くじが販売された[287]。
- 2022年11月14日から12月11日の期間、『スマホで巡る 謎解き×宝探し「学園からの挑戦状 アスティカシア高等専門学園・オリエンテーリング!」』を開催。実施場所はゆりかもめ台場駅、りんかい線東京テレポート駅、実物大ユニコーンガンダム立像周辺およびダイバーシティ東京プラザ内で、LINEを使用したリアル宝探しを実施した[288]。